# 大病院占拠
『大病院占拠』（だいびょういんせんきょ、英: This hospital is like a birdcage）は、2023年1月14日から3月18日まで日本テレビ系「土曜ドラマ」枠で放送されたテレビドラマ。
本記事では、続編となる2024年1月13日から3月16日まで放送された『新空港占拠』（しんくうこうせんきょ、英: The beast dreams of flying in the sky）、2025年7月12日から放送中の『放送局占拠』（ほうそうきょくせんきょ、英: They wanted to fly far away on the airwaves.）やそれぞれのスピンオフドラマについても取り扱う。

## 概要
主演は櫻井翔。
同枠で放送され、シリーズが2作製作された『ボイス 110緊急指令室』の制作陣が集結して製作された。
鬼の面を被った謎の武装集団によって占拠された大病院で、休職中の刑事・武蔵三郎が人質を救うため犯人に立ち向かうオリジナルのサスペンスドラマ。
武蔵役を演じた櫻井は、このドラマを「率直に面白そうだな、と思いました。全編オリジナル作品でスケール感も大きく、まるで10時間分の映画を見るように、続きが気になってゾクゾクする作品だと思いました」と記者発表で述べた。
2024年1月13日から、3月16日まで同じスタッフによる引き続き櫻井が演じる武蔵を主人公とした「占拠」シリーズの第2弾『新空港占拠』（しんくうこうせんきょ）が前作と同じ『土曜ドラマ』枠で放送された。放送開始1週間前の2024年1月6日まで占拠先（ドラマの舞台となる箇所）とタイトルは伏せられ、『XXX占拠』として告知されていた。
2025年5月18日、同年7月期の土曜ドラマ枠での当シリーズの第3弾『放送局占拠』（ほうそうきょくせんきょ）の放送決定が発表された。『新空港占拠』と同様に、櫻井が主演であることも公表されたが、2025年5月26日まで占拠先（ドラマの舞台となる箇所）とタイトルは伏せられ、『XXX占拠』と告知されていた。

## 大病院占拠

### あらすじ（大病院占拠）
武蔵三郎は、神奈川県警捜査一課強行犯係所属の刑事。ある事件でのトラウマを抱え、休職中であった。
ある日、界星堂病院の心療内科で診察中に同病院の立てこもり事件に遭遇する。元々は、観察力・洞察力などが高く頭もよい優秀な刑事である武蔵は神奈川県警 捜査一課特殊班（SIS）の管理官・和泉さくらたちの協力を得ながら、鬼の面をつけている武装集団「百鬼夜行」に立ち向かい占拠事件を解決へと導いた。
別居中の妻・武蔵裕子と娘・えみりとの絆も取り戻せた。

### キャスト（大病院占拠）
一部の主要キャストなどは、他シリーズでも、同役として出演している。

#### 主要人物（大病院占拠）
武蔵三郎（むさし さぶろう）〈40〉
演 - 櫻井翔
主人公。神奈川県警捜査一課強行犯係の刑事で階級は警部補。昭和58年11月3日生まれ。神奈川県横浜市出身。「ウソだろ」が口癖。
2022年1月15日に横浜市青葉区青葉台三丁目で発生した青葉台三丁目ガソリンスタンド逮捕監禁致傷事件の犯人への発砲を発端とした煙草のガソリンへの引火爆発で犯人を死亡させ、そのトラウマにより休職中で界星堂病院で治療を受け続けている。精神的に荒れて裕子やえみりにきつくあたり、別居状態となる。
界星堂病院心療内科での診察中に武装集団の病院占拠に遭遇し、武装集団と対峙する。
裕子を人質にされたことで3階に誘き出され武装集団と格闘の末、裕子を救出するも青鬼から「もう貴方に用はありません」と告げられ病院の窓から蹴落とされ落下するが生還し、武装集団の目的が「人質が犯した罪を暴き懺悔させること」であることを的中させ、青鬼から病院占拠事件の交渉人に指名されたことで復職する。

#### 武蔵家（大病院占拠）
武蔵裕子（むさし ゆうこ）〈36〉
演 - 比嘉愛未
三郎と別居中の妻。界星堂病院の心臓外科医。1986年4月30日生まれ。
心臓外科の手術中に立てこもり事件に巻き込まれ人質となるが、青鬼と交渉し患者を解放させるが、他の人質と共にICUに監禁される。

武蔵えみり（むさし えみり）〈9〉
演 - 吉田帆乃華（第1話 - 第5話・最終話）
三郎と裕子の娘。
病院占拠事件の勃発で、安全確保のためホテルに隔離されるが、三郎の娘とSNSで拡散される。
ホテルを抜け出したところを紫鬼に拉致され、三郎と裕子の犯した罪の代償として冷凍トラックの荷台に監禁される。三郎の必死の追跡とKSBCの音声分析によりホテルオシマの駐車場に駐車されていたのを発見され、無事保護される。

#### 神奈川県警
和泉さくら（いずみ さくら）〈40〉
演 - ソニン
捜査一課特殊班（SIS）の管理官で、緊急捜査指揮本部の現場指揮本部長。警視。三郎の警察学校時代の同期。
3年前、新横浜港に停泊した豪華客船プレミアム・パナケイア号で要人に会う予定であった長門の警護を、息子が急病を患った丹波の代理で夫の義行が行い、彼が船内で新型ステルウイルスに感染し亡くなったことから、日本のワクチン開発を早急に推し進めることを長門に進言したことで、長門と備前によって「P2計画」が立ち上げられ、琴音の死の端緒を作った人物として青鬼（耕一）に復讐の対象とされていた。

駿河紗季（するが さき）〈32〉
演 - 宮本茉由
捜査支援分析センター（KSBC）の情報分析官。警部補。
横浜北署の爆弾が仕掛けられた取調室を監視される三郎を救うため現地に急行し、監視カメラのループ映像を作り出す。
薄暗い部屋で「ありがとうございました blue」という電子メールを削除し、眼鏡を外し微笑むシーンで物語は幕を閉じる。

志摩蓮司（しま れんじ）〈34〉
演 - ぐんぴぃ（春とヒコーキ）
KSBCの情報分析官。警部補。仕事は優秀だが、お調子者で私語が多い人物。
播磨殺害の件で備前の工作により指名手配されている三郎から秘密の連絡を受け、三郎のために播磨の情報や警戒された病院へ戻るルートを案内する。

丹波一樹（たんば かずき）〈48〉
演 - 平山浩行
SATを束ねる警備部管理官。警視。

備前武（びぜん たけし）〈56〉
演 - 渡部篤郎
神奈川県警察本部長。警視監。
播磨が5年前の不倫問題で揉めていた際に彼を助けて言いなりとなるように支配し、不測の事態が発生した際の手駒として利用する状況に追い込む。
播磨が後述の隠蔽の自供を恐れ、爆弾事件が発生した横浜北署で会見を開く名目で移動し、会見終了後に取調室で三郎の後頭部を殴って気絶させ、播磨を三郎の銃で射殺するが、紫鬼の仕込んだ盗聴器で一部始終を盗聴されており、「百鬼夜行ちゃんねる」で公開されると自分の信念に従ったため射殺したと認め、三郎に武装集団の確保を任せて身内の神奈川県警に連行されて取り調べを受ける。大学時代の同期である長門からの要請で「P2計画」を頓挫させないため、計画に巻き込まれる形で亡くなった大輝、聡介、琴音の3人のウイルス感染死を交通事故に偽装し隠蔽していた。
『新空港占拠』では名前のみ登場。逮捕、送検されたが、検察側の証拠不十分のために起訴が取り下げられる可能性が高まっているという。

#### 界星堂病院
武装集団に占拠された神奈川県立医科大学付属の総合病院。
播磨貞治（はりま さだはる）〈50〉
演 - 津田寛治（第1話 - 第8話）
院長。感染症専門。
正美が死亡した2022年9月30日、SNSに投稿した秘書の石見とのホテル屋上のレストランでの会食写真でアリバイを主張するが、背景のランドマークタワーがゴールデンウィーク限定のライティングだったため、別の日に撮影した写真を使用していたことを武蔵に突き止められ、石見が自分に代わって正美を殺害したのを隠蔽するのにアリバイを偽装したと認める。その他にも曝されるべき奥深い罪が隠されているため、解放しないと青鬼から言及される。
2022年1月21日にホテルオシマで死亡した大輝、聡介、琴音の3名をリネンカートに乗せて3回に分けて外部に搬送し、交通事故による死亡、行方不明事件に偽装して死因を隠蔽していたことが三郎により解き明かされると、病院から解放される。
青鬼に移送された横浜北署の取調室のイスの裏に爆弾を仕掛けられるが、「真実を話して取調室から出たとしても鬼以外の誰かに殺される」と発言を拒む。だが、爆発の恐怖に耐えきれず、すべては「P2計画」のためであったと白状した後、三郎を気絶させた備前に三郎の拳銃で銃撃され、死亡する。

若狭昇（わかさ のぼる）〈30〉
演 - 稲葉友（第1話 - 第9話）
外科医。裕子の同僚で、助手兼相棒的存在。武装集団が人質たちを撹乱させるため、内通者である安芸により、白衣のポケットに播磨の院内パスを密かに混入され、内通者に仕立て上げられて身柄を拘束される。だが、安芸が内通者であることが判明すると、解放される。
赤鬼が使うタブレット端末を奪った三郎によってセキュリティが解除されると大隅とともに病院から脱出した。

佐渡稔（さど みのる）〈50〉
演 - 阪田マサノブ（第1話 - 第5話）
外科部長。裕子をライバル視している。
立てこもり事件の人質となるが、しおりのインスリン製剤をトイレに流して3階の薬品庫から薬品を取りに行くついでに麻酔薬を入手し、鬼を眠らせて病院から抜け出そうとする。そして、裕子や昇とともに3階の薬品庫にインスリン製剤を取りに行き、同行していた橙鬼に麻酔薬を注射して逃走を図るが、失敗に終わる。
そして、人質解放時にSATから襲撃されると予見していた青鬼により、青鬼の面を被った身代わりの状態で立ち会わされ、SATに右肩を狙撃されて動脈を損傷したことで出血性ショックを起こして意識不明となる。後に裕子による緊急手術を受け、一命を取り留める。

土佐大輔（とさ だいすけ）〈37〉
演 - 笠原秀幸（第1話 - 第4話）
呼吸器内科医。テレビにも多数出演する人気タレント医師。
1年前のハロウィーンに「クラブ・タンゴ」で違法ドラッグパーティーを主催し、違法ドラッグの過剰摂取であかりが亡くなると、急性心筋梗塞で亡くなったと嘘のカルテを書き罪を隠蔽していたことを「百鬼夜行ちゃんねる」で暴露されたうえ、病院から解放されるが、社会的に国民から抹殺される。

石見カナ（いわみ カナ）〈30〉
演 - 中村映里子（第1話 - 第4話）
院長秘書。播磨と不倫しており、新横浜の地下駐車場で正美に筋弛緩剤を注射しようとした播磨に代わって注射し、彼女を殺害した。
武装集団によって、播磨とともに正美を殺した罪を「百鬼夜行ちゃんねる」で暴露されたあと、受付の森や医療事務の3人とともに解放される。

大隅史郎（おおすみ しろう）〈47〉
演 - 瓜生和成（第1話 - 第9話）
事務長。武装集団の病院占拠に死を覚悟し、離婚した妻と暮らす息子に向けて別れの手紙を残す。その正体は「P2計画」の関係者の1人で、地下4階の存在を知る数少ない人間。
赤鬼が使うタブレット端末を奪った三郎によってセキュリティが解除されると昇とともに病院から脱出した。

安芸しおり（あき しおり）〈30〉
演 - 呉城久美
看護師。すい臓に見つかった腫瘍によるケトアシドーシスで、半年前からインスリン注射を使用している。
5年前から正美にすい臓疾患の治療に寄り添われており、彼女が不審死した原因を究明するため人質の中で情報を集めるための役目を与えられた武装集団の内通者となり、青鬼・赤鬼・黒鬼以外の武装集団のメンバーには疑われないように秘匿されていた。大隅の手帳を盗み出して、病院の地下4階にエレベーターで移動するためのアルファベット11桁のパスワード「TRICERATOPS（）」を探り当てる。
人質にとった長門にハイドラ・ウイルスに見せかけた生理食塩水を注射した後、耕一によって生理食塩水であることが明かされるとその場に卒倒したことで救急隊員とSIS隊員に確保される。

#### 神奈川県
長門道江（ながと みちえ）〈56〉
演 - 筒井真理子
県知事。界星堂病院一般病棟の視察中に占拠事件に巻き込まれる。大隅を除いた人質の病院職員たちは知らなかった地下4階の存在をなぜか知っており、地下4階の存在が人質にバレてそこに逃げ込むことが提案された際、難色を示す。
3年前、新横浜港に停泊した豪華客船プレミアム・パナケイア号に乗船した際、新型ステルウイルスの大規模集団感染事件に遭遇したことをきっかけに、感染症対策に強い関心を抱くようになり、ワクチン開発のための研究所の設立が必要であると考え、地域住民たちから強い反対に遭ったため、秘密裏に計画が進められ、1年前に設立された界星堂病院の地下4階に感染症対策のワクチン開発計画「P2計画」を執り行う秘密の研究所を設置する。その施設での研究過程で研究に従事させられていた大輝が、西アジアでは40万人が5年前に感染死した症例のあるレベル4に相当するハイドラ・ウイルスに感染し、ホテルオシマで彼に接触した聡介と琴音を含めた3人がウイルス感染死したため、大学時代の同期である備前に助けを求め、交通事故に偽装し、死亡事故を隠蔽していた。「P2計画」の全容が三郎により明らかになると、青鬼に注射をされ解放される。ハイドラ・ウイルスを注射されたと思われたが、SNSで投票を呼び掛けることが目的で、生理食塩水を注射されただけであったことが後に明らかとなる。
『新空港占拠』では名前のみ登場。界星堂病院占拠事件の後、知事を辞職し、神奈川文化助成財団理事長に就任した。

#### 報道
因幡由衣（いなば ゆい）〈35〉
演 - 明日海りお
報道系動画配信者。登録者数250万人超えを誇る「イナバウアーチャンネル」を運営する「イナバウアー由衣」。3年前までは新聞記者であったが、政治家の汚職を報道しようとしたが圧力をかけられてクビとなり、自由に報道するために動画配信に場を移した。
「病院の真相を究明してほしい」とメールで界星堂病院の地下駐車場に呼び出され、武装集団を目撃、院内に潜入し内部からリポートする。
界星堂病院の内部リポートで登録者数は500万人を超え、青鬼の提案に乗り、「百鬼夜行ちゃんねる」とコラボ配信を行う。
青鬼による匿名のタレ込みにより病院に呼び出されており、青鬼が仕込んだ隠しカメラの映像から、正義の報道でなく、人質の命は二の次で視聴者数を稼ぐことしか考えないと糾弾される。

能登奈々子（のと ななこ）
演 - 益田恵梨菜
「イナバウアーチャンネル」の運営スタッフ。

#### 武装集団「百鬼夜行」
読みは「ひゃっきやこう」。界星堂病院を占拠する、鬼の面を被った武装集団。
開設した動画配信チャンネル「百鬼夜行ちゃんねる」でライブ配信を行う。
キャスト情報はドラマ内で鬼の面を外すことで解禁される。
青鬼 / 大和耕一（やまと こういち）〈27〉
演 - 菊池風磨（幼少期：山田暖絆）
リーダー。常に冷静沈着。
正体は、アプリ開発会社「IZUMOビジョン」のCEO。同じ里親である尾張の元で育った、琴音の兄のような存在。平成7年4月27日生まれ。
病院占拠の半年前に会社を売却し、1億7千万円の資金を入手する。
長門と自分に、生理食塩水をハイドラ・ウイルスに見せかけて注射し、日本の1億2千万人を守るためと、愛する人ひとりを守るため、どちらの正義が正しいか、ネット投票を呼び掛ける。
「和泉管理官が地下4階に来れば出頭する」と警察に告げて和泉を呼びだすと、彼女が「P2計画」が始動するきっかけを作り出した人物であることを公表し、さらには里親であった尾張が、琴音の死の真相をホテルオシマの元支配人である直美から聞き出そうとガソリンスタンドで籠城したのを、三郎の発砲に起因する引火爆発事故で亡くなり、その一部始終を因幡が撮影した映像が拡散され、彼が単なる犯罪者として世間に認知されてしまったことを恨み、裕子を人質にして三郎を誘き寄せて復讐を果たそうと目論んでいたことを明かす。
そして尾張が起こした籠城事件を再現する形で裕子の首にカッターナイフを突き付けて「俺を撃ち殺して妻を救うか、俺を撃たずに妻を見殺しにするか、どちらかを選べ」と詰め寄るが、拳銃発砲のトラウマを克服した三郎の機転で裕子を解放させられる。すると、自ら持ち込んだガソリンを周囲にバラ撒いてライターで火を点け、琴音の後を追って死のうとするが、三郎に「お前は生きろ」と諭され身柄を確保される。

緑鬼 / 周防誠（すおう まこと）〈50〉
演 - 村上淳
最年長。チームの精神的支柱を担っている。
正体は、横浜市緑区にある電気店「スオウ電気」の店長。死別した妻に代わり、1人娘のあかりを育てたシングルファザー。
あかりを違法ドラッグで死に至らしめた土佐に復讐するため、武装集団に参加し、土佐の罪を「百鬼夜行ちゃんねる」で暴露した。
あかりの診察カードで界星堂病院に侵入し、10年前の交通事故で後遺症が残った右足を引きずる後ろ姿を三郎に目撃されていたことから、正体を突き止められた。
あかりを救えなかったことを詫びるメッセージが配信され、院内に突入してきたSIS隊に立ち向かうが右肩を発砲され、負傷したうえで身柄を確保される。

赤鬼 / 美作孝（みまさか たかし）〈35〉
演 - 忍成修吾
ハッキング担当。
正体は、IZUMOビジョンの共同経営者。同じ里親である尾張の元で育った、琴音の兄のような存在。昭和62年9月18日生まれ。
琴音は同じ里親の元で育った家族の星だったと語るメッセージが配信され、院内に突入してきたSIS隊に立ち向かうが、先回りした三郎の膝蹴りを受け、身柄を確保される。

黒鬼 / 伊予みさき（いよ みさき）〈35〉
演 - ベッキー
百鬼夜行のムードメーカー的存在。鬼の面のデザイン担当者で、煩悩で「恐怖と哀しみ」を表す黒の鬼の面を装着する。
正体は、IZUMOビジョンの共同経営者。デザイナー。同じ里親である尾張の元で育った、琴音の姉のような存在。昭和62年7月17日生まれ。
琴音に結婚祝いを渡せなかったことを詫びるメッセージを配信し、院内に突入してきたSIS隊に立ち向かうが、三郎に身柄を確保された孝を奪還しようとしたところを背中から発砲され、負傷したうえで身柄を確保される。

黄鬼 / 摂津公明（せっつ きみあき）〈45〉
演 - 柏原収史
煩悩で「後悔」を表す黄の鬼の面を準備される。銃器の扱いに長け、高い身体能力を誇る。
正体は、聡介の父親。陸上自衛隊の不発弾処理隊に所属し、アフリカ各国でPKO活動にも従事していた爆弾のエキスパート。現在は警備会社を経営。
聡介が生まれてきたことに感謝するメッセージを配信し、ゆり子とともに院内に突入してきたSIS隊に立ち向かうが、右肩を発砲され負傷したうえで、身柄を確保される。

白鬼 / 日向ゆり子（ひゅうが ゆりこ）〈45〉
演 - 真飛聖
煩悩で「心の動揺」を表す白の鬼の面を準備される。仲間思いで、百鬼夜行の母親のような存在。自爆型ドローンを操作する。
正体は、聡介の母親。保育士。大阪在住。2018年に摂津と離婚。
聡介が生まれてきたことに感謝するメッセージを配信し、摂津とともに院内に突入してきたSIS隊に立ち向かうが、肩を発砲され負傷したうえで、身柄を確保される。

桃鬼 / 常陸亜理紗（ひたち ありさ）〈21〉
演 - 浅川梨奈
気が強く、奔放な性格。
正体は、常陸の大学生の娘。義母である正美の死に関わっていた播磨に追及するため、武装集団に参加する。
潔とともに義母・正美の子供として生まれたことを感謝するメッセージが配信され、院内に突入してきたSIS隊に立ち向かうが、病院のカンファレンス室に閉じ込められ、銃撃戦から隔離されたあと、身柄を確保される。

灰鬼 / 常陸潔（ひたち きよし）〈43〉
演 - 水橋研二
穏やかな口調の中に強い意志を秘める。
正体は、武装集団との交渉時に、説得を試みるが、青鬼に見せしめに射殺されたはずの界星堂病院の心療内科医で三郎の主治医。
病院を占拠するにあたり、人質が抵抗して、無駄な犠牲者を発生させないために、射殺された芝居をしていた。
内縁の妻で娘・亜理紗の義母である正美が播磨と口論した2時間後に急性心筋梗塞で亡くなったとされていることから、播磨を追及するために、武装集団に参加する。そして、播磨と秘書のカナが正美を殺したという真相が明らかになってからは、裕子をはじめとする人質を救おうとする。
亜理沙とともに正美を愛していたメッセージが配信され、院内に突入してきた亜理沙とともにSIS隊に立ち向かうが、途中で亜理紗を病院のカンファレンス室に閉じ込め銃撃戦から回避させ、右肩を発砲され負傷したうえで身柄を確保される。

茶鬼 / 加賀雄吾（かが ゆうご）〈37〉
演 - 大水洋介（ラバーガール）
神経質で、周囲の変化を敏感に感じとる。女性的口調で話す。
正体は、加賀三兄弟の長男で大輝の兄。弟の流星とバーを経営し、店長を務めている。弟の死の真相を世間に公表するために武装集団に参加する。
院内に侵入したSIS隊員に発砲された亜理紗を庇い胸に被弾し、裕子の緊急蘇生術を受けるが、そのまま死亡した。

橙鬼 / 加賀流星（かが りゅうせい）〈34〉
演 - 森田甘路
気性が荒く、キレやすい乱暴者で口調も荒い。
正体は、加賀三兄弟の次男で大輝の兄。兄の雄吾とバーを経営し、バーテンダーとして働いている。弟の死の真相を世間に公表するために武装集団に参加する。
雄吾とともに大輝が自慢の弟であったと語るメッセージが配信され、院内に突入してきたSIS隊に立ち向かうが右肩を発砲され負傷したうえで身柄を確保される。

紫鬼 / 相模俊介（さがみ しゅんすけ）〈27〉
演 - 白洲迅
武装集団に警察の情報をリークする、警察内に紛れる内通者。
正体は、病院占拠事件の交渉人補佐を務めるSISに1か月前に入った捜査員。巡査部長。
三郎によって紫鬼としての正体が明かされた後、武装集団と合流しようとしたが、背後から三郎に襲われてそのまま身柄を確保される。
琴音の婚約者で、ホテルオシマで2人の子供を宿した彼女との結婚を控えていたが、「P2計画」に巻き込まれる形で彼女と胎児をウイルス感染死で失い、復讐のため武装集団に参加する。
生まれてくる子供を見たかったと琴音に語るメッセージが、病院に残った武装集団が院内に突入してきたSIS隊に立ち向かうタイミングで配信される。

#### ゲスト（大病院占拠）

##### 第1話（大病院占拠）
尾張耕太郎（おわり こうたろう）
演 - 青木一平（最終話）
1年前の令和4年2月15日に発生した青葉台三丁目ガソリンスタンド逮捕監禁致傷事件の犯人。尾張金属工業会社代表。人質を救出するために三郎が右肩に発砲するが、それがきっかけで体勢を崩したことで机に置いてあった煙草の吸殻が床に落下し、床に撒いてあったガソリンに引火したことによる爆発で焼死する。
耕一・孝・みさき・琴音の里親で、琴音の死の真相をホテルオシマの元支配人である直美から聞き出そうとしていたが、三郎の発砲で亡くなり、因幡が撮影した映像が拡散されると単なる犯罪者として世間に認知されてしまった。

薩摩直美（さつま なおみ）
演 - 藤倉みのり（最終話）
青葉台三丁目ガソリンスタンド逮捕監禁致傷事件の人質のひとり。尾張に拘束され、首元にカッターナイフを突きつけられる。
ホテルオシマの元支配人で、尾張から彼の里子であった琴音の死の真相を聞き出そうと身柄を拘束されていた。

岩代晋平（いわしろ しんぺい）
演 - 小林リュージュ（第2話）
界星堂病院の清掃員。病院占拠で医療関係者とともにICUに監禁される。
2年前に学校帰りの女子小学生を連れ込み暴行を加えた罪で服役していたことを、青鬼に脅された三郎の口から「百鬼夜行ちゃんねる」で暴露されたうえ、病院から解放されるもネット上では袋叩きに遭う。

和田健二郎
演 - 川守田政人
界星堂病院の警備員。病院内で囮の爆弾の爆発と同時に携帯がすべて圏外となっていることを明かし、院内専用の無線を三郎に渡すが、自分を含めた院内の警備員9人とともに黄鬼に人質にされる。

操
演 - 和智柚葉
界星堂病院で両親とはぐれた幼い少女。岩代に声をかけられる。

##### 第2話（大病院占拠）
但馬（たじま）
演 - 粕谷吉洋
界星堂病院の設計者。停電時に備え、救急入り口だけは手動で出入りでき、3階奥の第6手術室は全国の医療研究機関に手術の様子をライブ配信する強力な専用回線があると神奈川県警に伝える。

伊豆花伝
演 - 竹崎綾華（第3話・第4話）
神奈川県警の刑事。捜査本部からの命令で、えみりをホテルで保護する。

女の子
演 - 沢田優乃
病院占拠の3週間前、岩代に連れ去られて暴行を受け、病院に入院中の女児。

周防あかり（すおう あかり）〈享年21〉
演 - 乃中瑞生（第3話）
人質の身元特定のため、駿河に界星堂病院の入館記録から人質として割り出された人物。3か月前の2022年10月31日に死亡届が出されていた。
土佐が「クラブ・タンゴ」で主催したドラッグパーティーで違法ドラッグの過剰摂取で界星堂病院に搬送されて処置を行うも急死したため、急性心筋梗塞で亡くなったと処理されていた。

石狩明
演 - 田中貴裕
『CD NEWS』のレポーター。界星堂病院立てこもりのニュースを現場からレポートする。

##### 第3話（大病院占拠）
越後文治
演 - 三濃川陽介
「クラブ・タンゴ」の支配人。三郎にタレコミで県警に送信された違法ドラッグが映ったパーティーの動画を見せられ、1年前のハロウィーンにクラブでドラッグパーティーが開かれていたことを認める。

信濃めぐみ（しなの めぐみ）〈21〉
演 - 中澤実子
あかりと同じ大学のゼミ生。「クラブ・タンゴ」で開かれたドラッグパーティーで違法ドラッグの過剰摂取で界星堂病院に搬送されるが、一命を取り留めて退院する。
病院への搬送記録から所在を掴み駆けつけた三郎に、ドラッグパーティーの様子を撮影した動画を県警のSNSでタレこんだと認める。

日高もなみ（ひだか もなみ）
演 - 神倉千晶（第2話）
「クラブ・タンゴ」で開かれたドラッグパーティーに参加していた女優。違法薬物撲滅キャンペーンのポスターに起用されていた。
武蔵との交渉で「女性を1人解放する」と告げていた青鬼は、彼女のキャンペーンポスターを貼りつけた土佐を解放し、「人質とは一言も言いませんでしたよね？これで彼女も自分の罪から解放される」と三郎を嘲り笑う。

##### 第4話（大病院占拠）
甲斐正美（かい まさみ）〈享年40〉
演 - 西原亜希（第6話・第9話）
界星堂病院の感染症専門医。病院占拠の4か月前、9月30日に新横浜プールの地下駐車場で急死しており、青鬼は彼女の死の真相を究明しなければ長門を殺害すると脅迫する。
真相は院長の播磨に「P2計画」の全容を公表すると告げたため、彼に筋弛緩剤を注射されそうになるが、抵抗したところを播磨と不倫関係にある秘書の石見が注射したことで殺害され、違法ドラッグパーティーの件を暴露すると何者かに脅迫電話を受けた土佐により、緊急搬送された界星堂病院で急性心筋梗塞での死亡に偽装されていた。
後に潔の内縁の妻で、亜理紗の義母と潔本人の告白で明らかとなる。すい臓疾患に苦しむしおりの治療に寄り添い、彼女の心の救いとなっていた。

森優香〈27〉
演 - 西谷菜々恵（第1話 - 第3話）
界星堂病院の受付。14名の人質のうちのひとり。秘書の石見、医療事務の3人とともに解放される。

棚沢亜紀〈27〉、森崎恵太〈30〉、林光祐〈43〉
演 - 濱岡小百合（第1話 - 第3話）、中村隆希（第1話 - 第3話）、金森規郎（第1話 - 第3話）
界星堂病院の医療事務。14名の人質のうちの3人。秘書の石見、受付の森とともに解放される。

カップル
演 - 薮内大河、芦原優愛
通りがかった公園でえみりを見つける。

##### 第5話（大病院占拠）
管理人
演 - 田野良樹
えみりが紫鬼に誘拐された地点近くの建物の管理人。三郎にえみりが誘拐された時間の防犯カメラの映像を提供する。

淡路れいな（あわじ れいな）
演 - 二宮郁
港東署の巡査。3年前まで看護師でオペ室に勤務しており、裕子が負傷した佐渡の手術にオペ看を要請したことから、さくらにより看護師として界星堂病院に送り込まれる。
佐渡の手術中に武装集団宛てに届いたメールで警察官であることや盗聴器がもう1つあることが武装集団に発覚し、盗聴器を差し出すよう要請されるが、差し出さなかったため青鬼に右肩を狙撃され、視線をそらした輸血用血液に盗聴器が仕込まれていたのを青鬼に発見され、盗聴器を破壊される。その後、昇によって圧迫止血され、手術が終わった佐渡とともに病院から出る。

トラック運転手
演 - 佑々木優
マルゾノ水産の冷凍トラックの運転手。えみりを乗せた冷凍トラックとして三郎に停車させられたが、荷台にえみりは乗せられていなかった。

##### 第6話（大病院占拠）
警備員
演 - 園山敬介
ホテルオシマの警備員。1年前のホテルオシマの防犯カメラの映像を三郎と相模に見せる。

対馬勝見（つしま かつみ）
演 - 内村遥
ホテルオシマの副支配人。播磨の1年前のホテル内での動向を確認するため、防犯カメラの映像提出を三郎から求められるが、播磨がホテル滞在時の3つの部屋から大輝、聡介、琴音の3名をリネンカートに乗せて運び出した防犯カメラの映像を削除しており、ロッカールームから紫鬼の面が発見され、武装集団の協力者と判明する。青鬼から播磨の依頼で防犯カメラの映像と大輝、聡介、琴音の宿泊記録を削除したことを指摘されて脅され、送られてきた紫鬼の面をつけ、相模を襲撃し彼が保護したホテルを抜け出したえみりを、誘拐するよう命令されていたと三郎に明かす。播磨がホテル滞在時の3つの部屋から大輝、聡介、琴音の3名をリネンカートに乗せて運び出す様子を目撃しており、彼から多額の口止め料を払われ、3人の宿泊記録を消去していた。

加賀大輝（かが だいき）〈享年24〉
演 - 橋本悟志（第3話・第7話 - 第9話）
神奈川県立医科大学感染症研究センターの研究員。加賀雄吾・流星兄弟の末弟。
ホテルオシマで死亡した3人のうちのひとりで、警察の記録では運転する自動車で2名の通行人に突っ込んで炎上する交通死亡事故を起こし、死亡した加害者とされている。
界星堂病院の地下4階の研究所で「P2計画」のウイルス感染の研究に秘密裏に従事していたが、不眠不休による過密スケジュールの研究が祟り不注意でレベル4のハイドラ・ウイルスに感染してしまい、宿泊先のホテルオシマで死亡してしまう。

日向聡介（ひゅうが そうすけ）〈享年10〉
演 - 森島律斗（第7話・第9話）
大阪市立瓦橋小学校の小学生。ゆり子と公明の一人息子。
ホテルオシマで死亡した3人のうちのひとりで、警察の記録では大輝の運転する自動車で交通事故死し焼死体となって発見された被害者とされている。
死亡事故発生時は、公明に会うため横浜を訪れていたが、ホテルオシマで「P2計画」に従事する大輝と接触したことでウイルス感染死してしまう。

山城琴音（やましろ ことね）〈享年24〉
演 - 上西星来（幼少期：佐藤恋和）（第7話・第9話・最終話）
川崎市立大学大学院で教育学を専攻する大学院生。幼いころに耕一・孝・みさきと同じ里親の尾張に育てられた、彼らの妹のような存在であった。
ホテルオシマで死亡した3人のうちのひとりで、警察の記録では大輝が起こした交通事故に巻き込まれ陸橋下に落ちて河川に流され発見されないまま行方不明者となったとされているが、この記録だけが何者かによって改竄される。
相模の婚約者でホテルオシマで結婚を控えており、彼の子供を妊娠していたが、「P2計画」に従事する大輝とホテルオシマで接触したことでウイルス感染死してしまい、その遺体を長門の密命でハイドラ・ウイルスのワクチン開発のサンプルとして界星堂病院の地下4階に冷凍保存されていた。その後、耕一たちによって冷凍保存されていた琴音の遺体が発見される。

ホテルの客
演 - 加賀谷圭
ホテルオシマの宿泊客。紫鬼を探してホテル内を捜索する三郎にいきなり部屋に侵入され驚く。

SIS隊員
演 - 伊藤亜斗武（第7話・第8話）、西田裕輔（第7話・第8話）
セキュリティを突破し院内に侵入するも、銃撃戦となり武装集団に捕らえられる。

##### 第7話（大病院占拠）
捜査員
演 - 駒水健、福井貴大
摂津の自宅アパートを捜索する神奈川県警の刑事たち。

河内（かわち）
演 - 松本哲也
爆弾処理班。三郎と播磨の閉じ込められた横浜北署の取調室の爆弾を解除するため派遣され、ES4型爆弾で解除自体は難しくないと伝える。
入り口に起爆センサーが仕掛けられ中に入れないため、紗季がループ再生した映像を流し武装集団の監視を逃れた三郎に取調室の外から爆弾の解除方法を指示する。

備前の部下
演 - 柾賢志

記者
演 - 黒木俊穂
横浜北署での記者会見で備前に「犯人グループの真の目的はわかったのですか？」と質問する。

##### 第8話（大病院占拠）
刑事
演 - 高嶋宏一郎、村本明久、菅原将暉（最終話）
横浜北署の刑事。状況から播磨を銃殺したとして三郎を連行するが、逃走されてしまう。

SIS隊員
演 - 柴山葉平（最終話）
三郎に協力し、武装集団と繋がる警察内の内通者を炙り出すため、拘束された院内から脱走したと対策本部に嘘の情報を流す偵察班。

##### 最終話（大病院占拠）
和泉義行（いずみ よしゆき）〈45〉
演 - 西将輝
和泉の亡夫。神奈川県警警備部。警部。3年前、新横浜港に停泊したプレミアム・パナケイア号で要人に会う予定であった長門の警護を、息子が急病を患った丹波の代理で行い、船内で新型ステルウイルスに感染したために死亡した。

## 新空港占拠

### あらすじ（新空港占拠）
「界星堂病院占拠事件」から1年後。
強行犯係へ復帰している武蔵三郎は、若い女性が暴行される事件を追っていた。刃物を持って女性を襲おうとしていた若い男を制圧し、襲われかけていた女性に声をかけたところ、首筋に麻酔の注射を打たれ、気を失った。気がつくと、神奈川県議会議員である姉の武蔵二葉とともにトラックで神奈川県初の国際空港「かながわ新空港」に連れてこられ、獣の面をつけている武装集団「獣」による空港占拠事件に巻き込まれる。
三郎は二葉たちを人質に取られ、さらに獣の1人「蛇」の正体が元捜査支援分析センター（KSBC）の情報分析官・駿河紗季であることを知り驚愕する。三郎は再び交渉人となり、休職中であった和泉さくらも管理官として復帰する。そんな中、横浜湾岸病院で働いている心臓外科医・武蔵裕子は駐車場で血まみれの男と遭遇し、彼に銃で脅されて車を走らせる。その男・新見大河は、「人質たちが過去の罪や嘘を認めたら解放する」という方針をとる「獣」のリーダーである紗季の姉・「龍」の駿河悠月と対立した末にグループを離脱し、自身と同じく悠月の方針に反発するメンバーとともに「人質は罪や嘘を認めるか否かにかかわらず抹殺する」方針をとる別の武装集団「ケダモノ」を立ち上げ、1年前に姉である新見百花の死に関わっていた裕子と、「獣」のメンバーが占拠事件を起こす経緯に深く関わった者たちを爆弾で皆殺しにしようと計画していた。
大河によって二葉を拘束されていた三郎は、妹である紗季を同じく大河に拘束された悠月とともに向かうが、空港の建設や占拠事件に深く関わる真の黒幕・山猫が二葉自身だと告げられ愕然とする。やがて大河は二葉を殺害する一部始終を生配信で公開しようとするも和泉たちによって阻止される。それでもなお大河は裕子を殺害しようとするが悠月に撃たれ死亡する。そして山猫であることを暴露された二葉は三郎の目の前で、嘘偽りを重ね続けたことを詫びつつ拳銃自殺を図ろうとするも、自身を「たった一人の姉」として受け入れる三郎の言葉に思いとどまり警察に逮捕される。こうして武装集団「獣」と「ケダモノ」は連行され新空港占拠事件は無事に解決し、三郎たちの闘いは幕を閉じる。

### キャスト（新空港占拠）

#### 主要人物（新空港占拠）
武蔵三郎（むさし さぶろう）〈41〉
演 - 櫻井翔（幼少期：高木波瑠）
主人公。神奈川県警捜査一課強行犯係の刑事で、階級は警部補。悠月と紗季の叔父。前作同様、「ウソだろ」が口癖。1年前に界星堂病院で発生した病院占拠事件を解決した。「獣」の1人であった紗季に1年前の病院占拠事件と同様に交渉人に指名される。
武装集団「獣」の1人であった澪の罠に落ちてインカムに爆弾を埋め込まれ囚われの身となってしまうが、二葉が山猫を守るために付いた嘘を告白したことで解放される。

和泉さくら（いずみ さくら）〈41〉
演 - ソニン
捜査一課特殊班（SIS）の管理官。
1年前の界星堂病院占拠事件の発端となった「P2計画」に深く関与していた責任を負い休職していたが、三郎の要請で「かながわ新空港」の占拠事件対策本部の指揮官として復帰する。
川越が毒殺された事件にて、彼が死の直前に飲んでいたペットボトルの水に粉末状の薬物を混入させる一部始終が防犯カメラに映っていたことから、殺人の容疑者として浮上し別の部屋に隔離される。さらに所持品のバッグから「犬」の面が発見されたことで容疑が深まり、指揮権も大久保に半ば強引に引き取られる。その後、「獣」から人質交換の条件として身柄の引き渡しを指示され、それに乗じようとする大久保の意図で「獣」の注意を引き付け一網打尽にするための囮として「かながわ新空港」に連れ出される。
やがて三郎と志摩の尽力で、川越が死の直前に飲んでいたペットボトルに和泉の指紋が検出されなかったことや、防犯カメラの映像が、「獣」が作成したフェイクだということが判明し潔白が証明される。人質交換の現場において、一度は「獣」のリーダーである「龍」に囚われるが、三郎が空港に駆けつけると久留米とともに解放され、本部長からの指示で大久保から指揮権が返還された後、「龍」から解放される直前に告げられた「犬は鼻が利く」というメッセージを三郎に伝える。

志摩蓮司（しま れんじ）〈35〉
演 - ぐんぴぃ（春とヒコーキ）
KSBCの情報分析官。警部補。仕事は優秀だが、お調子者で私語が多い人物。
かつての上司である丹波の妻である愛の死の真相を探るべく、みなとデータセンターのサーバー室に行くも、愛を殺害した犯人である川越が消火システムを遠隔操作で作動させたことで部屋がロックされ、部屋に窒素ガスが噴出される。澪により、サーバー室のロックが解除されるも酸素欠乏症により意識不明になるが、三郎によって一命を取り留める。

大和耕一（やまと こういち）
演 - 菊池風磨（第3話・第4話・第7話・最終話）
1年前に界星堂病院を占拠した武装集団「百鬼夜行」のリーダー・青鬼。紗季が1年前に送っていたメールから武装集団「獣」の目的を探ろうとするため、起訴勾留されていた神奈川拘置所にやってきた三郎と本庄と対峙し、十二支に入れなかった動物が猫であるというヒントを教える。また、1か月前には紗季とも面会しており、彼女に山猫が空港にいることを伝える手紙を弁護士を通じて渡していた。そのことに気づいた本庄と面会し、「獣」の目的が陸奥の跡を継いだ人間を世間に知らしめるのが目的であることや、紗季が悠月の双子の妹であることを話す。
新空港占拠事件解決後に、何者かの手引きによって神奈川拘置所から逃走し、とある建物の屋上でとある人物に「ありがとうございました。助けていただいて」と電話して立ち去るシーンで物語は幕を閉じる。

陸奥哲夫（むつ てつお）/ 山猫（初代）

故人。1980年代に陸奥建設を設立し、莫大な資産と人脈を基に政界や財界を支配できるまでの力を持った人物。自分が裏に回ったほうが動きやすいと考え、ある日突然表舞台に姿を現さなくなり、自身を「山猫」というコードネームで呼ばせ、友人の北見を代わりに表に立たせて自身と有力者の間に立つ窓口の役割にさせていた。後継者であった二葉が地位を継ぎ、10年前の2014年に病死している。
晩年に首都圏第3空港の必要性を訴える目的で、かながわ新空港促進協議会を発足させた。

#### 警察関係者
川越和夫（かわごえ かずお）〈47〉
演 - 片桐仁
占拠された「かながわ新空港」の所轄である横浜署の署長。昭和51年11月27日生まれ。
和泉に対し要らぬ対抗心を持ったせいで、鶴田と鹿野が開けたトラックの荷台に置かれていた爆破装置付きの赤いスーツケースの爆発によって被疑者死亡のうえに複数の部下を負傷させた。
和泉の洞察力で、フリージャーナリストの愛を新伊勢佐木ビルの屋上から突き落として殺害した容疑が生じ身柄を拘束され、その後に志摩が復元させた防犯カメラの映像で殺害の容疑が確定した。拘束後に水を要求し、監視している2人の刑事のうちの1人が持ってきたペットボトルの水を口につけた。裕子の拉致などにも関与していたことを知った三郎に問い詰められて山猫のことを話し始めるが、何者かにシアン化合物を混入され死亡する。毒殺されたかと思われたが、自分で毒を入れて自殺していたことが防犯カメラの映像で判明した。
その後、花房の話から、5年前の「百首事件」にて「かながわ新空港」の建設に反対する団体のリーダーであった浜松を始末するよう天童に命じられていたことや、殺人事件の一部始終を目撃していた花房を金で買収して堀江・松永・瑠美に罪を擦り付ける嘘の証言をさせていたことが判明した。

本庄杏（ほんじょう あん）〈30〉
演 - 瀧内公美
横浜署の警察官。警部補。警察学校を卒業後、2019年に横浜署に卒業配置。三郎とタッグを組む。自分が新人時代から過ごした横浜を「私の街」と思って守ってきており、かながわ新空港にも強い誇りを持っている。
「ケダモノ」たちがホテルを占拠した際、裕子・紗季・大河のいる屋上に突入しようとするも、悠月に止められる。

綾部朔（あやべ さく）〈28〉
演 - 吉田健悟（第3話 - 第7話）
警察官。神奈川県警横浜署の巡査部長。京都府京都市出身。平成7年12月24日生まれ。山猫の信奉者で、北見によってスカウトされた。川越の指示で「あるデータ」を持っている大河や裕子とえみりを始末しようとする。不気味な笑い声をあげながら相手の身体を執拗に痛めつけるなど常軌を逸した行動が目立ち、大河からは「サイコ野郎」と揶揄されている。
小瓶に入った錠剤状態のものを携帯していて、小瓶から無造作に出して一度に多くの量を噛み砕いている。
裕子とえみりを保護するという名目で、2人を車に閉じ込め、川越からのメッセージに気づいた2人を乗せて車を走らせる。裕子のスマートフォンが警察との通話中であることに気づき、スマートフォンを捨てるが、その隙を突かれて裕子によってえみりを逃がしてしまう。その後、本庄の追跡を逃れるために裕子をトランクに軟禁し、警察の無線で「逮捕監禁容疑事案の被害者（裕子）を確保し、意識はあるも最寄りの野毛山病院に緊急搬送する。マルヒは東戸塚方面に逃走中」と嘘の通達をする。
大河と裕子を工場に軟禁して椅子に座らせると、20デシベルから15デシベルずつ5分ごとに上がり、一定以上の音圧を受け続けさせて鼓膜が破れて脳を破壊させるヘッドホンを裕子につけて追い込みつつ、データの在処について大河を問い詰めるが、一瞬の隙を突いた大河のヘッドロックで気絶させられ、2人の逃亡を許してしまう。その後、服毒自殺した川越から代わった大久保から、データの回収よりも裏切り者である天童の抹殺を優先するよう指示を受け、彼女とともに山猫の正体解明に奔走する三郎を襲撃して拳銃を向けるが、駆けつけた本庄に背後から襲われて身柄を拘束される。
幼少時代、両親から虐待を受け家出。12歳の時に北見と養子縁組をしている。

#### 武蔵家（新空港占拠）
武蔵裕子（むさし ゆうこ）〈38〉
演 - 比嘉愛未
三郎の妻で心臓外科医。1年前に起こった界星堂病院事件の後は三郎との別居状態を解消して3人で暮らしており、横浜湾岸病院に勤務している。病院内外からの信頼も厚く、半年前に神奈川県の派遣医療チーム「SE-MAT」の一員にも選ばれている。
大河に誘拐された後、武蔵邸でえみりとともに軟禁される。銃創で深い傷を負っている大河を、麻酔なしで手術する。
大河が眠っている隙に、えみりとともに逃げ出したところを、綾部に見つかり拉致される。射殺されそうになったところを大河に助けられるも、綾部によって大河とともに拘束されるが、その後脱出する。大河に「獣」のアジトへ連れていかれ、首に爆弾を仕掛けられる。
1年前、白河に横領の濡れ衣を着せられ自殺を図った百花が心肺停止状態で搬送された際、棚倉の思惑で、同じ日に百花より後で入院した丸亀を手術していた。裕子は後に百花が亡くなったことを病院側から知らされるも、「医者（裕子）が百花よりも丸亀の手術を優先した」として新見の家族に恨まれ、百花の弟である大河に協議会の総会にSE-MATとして出動するため、セキュリティーの権限を持つ人間として拉致された。

武蔵えみり（むさし えみり）〈9〉
演 - 吉田帆乃華（第1話 - 第4話・最終話）
三郎と裕子の娘。裕子とともに綾部に拉致されるが綾部の一瞬の隙を突いた裕子の機転により脱出し、身を隠していたところを本庄に保護された。

武蔵二葉（むさし ふたば）/ 山猫（2代目）〈51〉
演 - 奥貫薫
三郎の姉で神奈川県議会議員。悠月と紗季の叔母。30年前に北見の私設秘書をしていた。
健一の失踪について話があると謎の人物（龍）に呼び出されたことで三郎とともにかながわ新空港に拉致される。その後、白河や壬生、「かながわ新空港」社長の天童の以下9人の人質とともに、「獣」によってVIPプレミアムラウンジに閉じ込められていたが、10年前に死去した初代山猫からすべての土地やダミー会社、財団などの利権を受け継いだ真の山猫であると判明した。
正体を三郎に知られた際、横浜ベイサイドホテルの屋上で拳銃自殺をしようとするも、三郎の言葉で思いとどまり、警察の取り調べを受けることとなる。

武蔵健一（むさし けんいち）〈享年25〉
演 - 本多遼
故人。三郎と二葉の兄で、悠月と紗季の父。横浜市役所土木課の職員。昭和44年10月1日生まれ。
30年前の12月24日に失踪したとされていたが、実際は初代山猫と北見の不正を告発しようとした際に北見に撲殺されていたことが判明した。
両親が亡くなった際に、彼らが遺していた借金を返済しながら三郎の養育費を稼いでおり、北見の不正を告発しようとした際にも三郎の養育費として300万円をもらうことを条件にして、不正を見逃そうとしていた。

#### かながわ新空港
翌日に正式オープンを控える神奈川県初の国際空港。武装集団「獣」にシステムを制圧され、占拠される。
天童美香（てんどう みか）〈55〉
演 - 黒沢あすか （第1話 - 第7話）
かながわ新空港代表取締役社長。外資系メガバンクに勤めた後、取締役に就任し、国内外のさまざまなパイプを生かして迅速に建設計画を進めた。
「獣」から手紙とシアン化合物を渡され、自分の保身のために宇和島を毒殺しようとするが、二葉に気付かれる。
久留米が解放された後、「獣」の兎と羊に連れられ、銛が組み込まれたボウガンの時限装置の前に座らされ、三郎に自身がついた5年前の嘘を暴くようにされると、目の前で仮面を外した2人の正体が5年前の「百首事件」で殺害された浜松の遺族であり、事件の凶器として使われたのと同じ銛を使って復讐しようとしていることを悟る。やがて三郎によって「百首事件」の折に自身が川越に浜松の殺害を指示し、さらにその現場を目撃していた花房を金で買収して嘘の供述をさせていたことを生配信で暴露され、時限装置と空港から解放される。
三郎を呼び出すと、「私の罪のすべてを不起訴にすれば、山猫の正体を知る方法を教える」と取引を持ちかけ、人質である二葉たちが軟禁されている部屋に時限爆弾が仕掛けられている状況を逆手に強気な態度をとる。再び部屋を訪ねてきた三郎から、警察上層部が取引を拒否したことを告げられても素っ気ない態度を示していたが、一刻も早く二葉たちを助けようと急ぐ三郎から防犯カメラに映らない角度で拳銃を突き付けられ、「この部屋から逃がす代わりに、山猫の居場所が分かる場所を教えろ」と彼個人との取引を持ち掛けられる。
三郎とともに神奈川県警捜査本部から逃亡、山猫が現れるという横浜みなとビルに向かい、自らが地下室に仕掛けた隠しカメラを探索する。その際、大久保からの指示を受けた綾部に「裏切り者」として射殺されそうになるが、和泉の指示で駆けつけた本庄に助けられ、三郎に「必ず山猫をつぶして」と伝えて警察に連行される。

宇和島健介（うわじま けんすけ）〈45〉
演 - 濱津隆之
かながわ新空港社長秘書。
一部の人間しか知らない隠し通路を通って部屋からの脱出を試みた際には、最初に移動してエレベーターのボタンを操作する役割を担っていたが、最後に移動する順番となっていた天童がエレベーターに到達する手前で転倒し、直後に「獣」の亥に追い付かれそうになったため、彼女を一人置き去りにする形で逃げようとしたが、結果的に獣たちに確保される。
このことで天童の恨みを買うも、自身が天童に毒殺されかけたことを知った際には、逆上して彼女に掴み掛かっていた。
部屋に爆弾が設置されていることを知り、懐中電灯で監視カメラを故障と見せかけた作戦を実行する。様子を見に来た瑠美を人質に取る。
大河が空港の警備システムにハッキングし、空港占拠を乗っ取った際に、大河が外に停車させていたトラックに他の人質たちとともに乗せられる。その後、警察の追跡を撒くための囮として、美月とともに「獣」の格好をして美浜通り高架下に停車されていたトラックに腕と拳銃を固定された状態で発見される。

米沢秀夫（よねざわ ひでお）〈36〉
演 - 長田成哉（第1話 - 第3話・第6話）
かながわ新空港の顧問弁護士だが、その実態は権力者工場の口座を経由して私腹を肥やしている悪徳弁護士。また、各地のマラソン大会に参加しているマラソンランナーでもある。
白河のパワーハラスメントやセクシャルハラスメントのもみ消しおよび社長秘書であった百花の遺書の書き換えによる横領のでっち上げに加担していた。また、逮捕状が出た犯罪者たちの国外逃亡や壬生（北見）の未遂に終わったシンガポールへの国外逃亡にも手を貸して、三根山工場の口座を経由して複数の人間から莫大なコンサルティング料を受け取っていた。
「獣」から「私の正体を獣にバラしたらお前の母親を殺す」といった壬生（北見）が書いたと思われるような脅迫を受け、「獣ちゃんねる」で、四方に2,000ボルトの電流が流れている鉄線が張り巡らされ5分ごとに時速1キロずつスピードが上がるよう設定されたルームランナーの上を走らされる様子が生配信される。岩槻の計算では彼の体力の限界は50分と推測されている。
三郎らが自身の実態と壬生の正体を突き止めると、感電死せずに済み空港から解き放たれる。解放時にまた誰が撮影したか分からない、悪徳ぶりを録画した映像が複数配信されたが、後にそれがフェイク映像であることが明かされた。
後に三郎に山猫の情報について供述する。

白河巌（しらかわ いわお）〈60〉
演 - 俵木藤汰（第1話 - 第2話）
かながわ新空港の建設を取り仕切った地元大手建設会社・白河組の会長。
水槽に水を張られ、1年前に自身がついた嘘を三郎が突き止めなければ溺死させられそうになる。自殺した秘書の百花へ行ったパワーハラスメントおよび遺書の書き換えを三郎らが明らかにし、溺れる寸前に嘘を認める発言をしたため、龍によって水槽が破壊されて空港から解放される。解放時のライブ配信にも何者かが隠し撮りした数々のパワーハラスメントやセクシャルハラスメントの映像が公開され続けたが、後にそれがフェイク映像であることが明かされた。

久留米勝利（くるめ かつとし）〈42〉
演 - 富川一人（第1話 - 第5話）
パイロット。既婚者。妻と子供がいるのにもかかわらず、美月と不倫している。
後に、和泉と引き換えに人質1人の解放をする際に解放されたが、不倫をする光景を「獣ちゃんねる」で暴露された。
隠し通路での逃走中に転倒して右足首を痛めた美月を置き去りにしているほか、10人の人質全員が神経系の毒が入った水を飲んだと後に分かった際には、人数分より1つ足りない解毒剤入りの注射を打つかを決める際、「○が書かれたコースターを引いた人は解毒剤入りの注射を打てるが、ハズレのコースターを引いた人は解毒剤入りの注射を打てない」というルールを自ら提案したにもかかわらず、自身と二葉が残った局面でハズレのコースターを引いてすぐに裏返し、本来ならば二葉に渡るはずの解毒剤入りの注射を打つというルール度外視の行為に及び、その様子を監視カメラで見ていた直樹と瀬奈に「こいつひどいな」「ク〜ズ〜」と揶揄される。和泉との人質交換に応じた「獣」によって解放されるが、毒は興奮剤であると判明する。

庭瀬美月（にわせ みづき）〈30〉
演 - 結城モエ
かながわ新空港客室乗務員。既婚者の久留米と不倫している。
物語序盤で逃亡しようとした際に途中で転んで右足首を痛めたが、久留米に「ごめん」と置き去りにされ捕縛される。その後、脱出に失敗した他の人質たちとともに部屋に連れ戻された際、詫びようとする久留米を冷たくあしらっていた。
大河が空港の警備システムにハッキングし、空港占拠を乗っ取った際に、大河が外に待機させていたトラックに他の人質たちとともに乗せられる。その後、警察の追跡を撒くための囮として、宇和島とともに「獣」の格好をした状態で美浜通り高架下に停車していたトラックに腕と拳銃を固定された状態で発見される。発見時の警官との会話の中で夫と子供がいることが判明する。

壬生正雄（みぶ まさお） / 北見茂（きたみ しげる）〈62〉
演 - 手塚とおる
壬生トラベル社長。正体は1年前の界星堂病院占拠事件の原因となった「P2計画」を主導しており、計画に関連する複数の罪に問われ保釈中に逃走していた元衆議院議員。違法な美容整形手術を受け外見を変えている。空港占拠事件の黒幕であり、武装集団「獣」が追跡している山猫と外部との窓口として連絡を取れる唯一の人物。時折ペン回しをしている。
宇和島たちとともに隠し通路からの脱出を試みた際には、全員が脱出するのは不可能とみて、宇和島を囮にして1人きりで逃げようとするが、「獣」の1人であった虎（丹波）に捕まり、5分ごとに壁が10センチずつ前に進み、60分後には落下して縊死する装置に吊られる様子が配信され、三郎によって北見としての嘘を暴露されると装置から解放される。
2代目山猫とされていたが、大河が丸亀の事務所で発見したMプロジェクトのデータによって二葉が真の山猫であることが明らかとなった。実際には二葉のしもべに過ぎず、万が一の時は身代わりとなるため、茂木を騙して嘘の証言をさせていた。
10年前にかながわ新空港の土地の地下から発見された新種の石炭層メタン「ネオメタン」の採掘計画「Mプロジェクト」のために、「百首事件」後に同空港を建設したが、新空港占拠事件により計画が白紙となった。

桃山岳斗〈48〉
演 - 寺田ムロラン （第1話 - 第7話）
2代目山猫が北見であることが判明した際に解放された4人の人質のうちの1人。

森崎恵太〈30〉
演 - 中村隆希 （第1話 - 第7話）
税関職員。2代目山猫が北見であることが判明した際に解放された4人の人質のうちの1人。

佐伯野々花〈31〉
演 - 福地亜紗美 （第1話 - 第7話）
空港スタッフ。2代目山猫が北見であることが判明した際に解放された4人の人質のうちの1人。

矢代彩奈〈37〉
演 - 安宅陽子 （第1話 - 第7話）
空港グランドスタッフ。2代目山猫が北見であることが判明した際に解放された4人の人質のうちの1人。

#### 武装集団「獣」
読みは「けもの」。かながわ新空港を占拠する「十二支」の獣の面を被った武装集団。
開設した動画配信チャンネル「獣ちゃんねる」でライブ配信を行う。
二葉たちが人質として軟禁した部屋に仕掛けた時限爆弾を止めるための人質として、牛=瑠美が壬生（北見）と宇和島によって捕らえられたことへの対処を巡って内部分裂が生じるが、三郎が2代目山猫が北見であることを突き止めたことで解消された。
大河が空港のネットワークシステムに仕掛けたコンピュータウイルスによって空港のすべてのセキュリティが解除され、それに乗じる形で突入したSATにより瀬奈・丹波親子・堀江・瑠美・澪の6名が確保された。
キャスト情報はドラマ内で獣の面を外すことで解禁される。
龍【辰】 / 駿河悠月（するが ゆづき） / 駿河蘭（するが らん）〈33〉
演 - 高橋メアリージュン（幼少期：安田世理）
武装集団「獣」のリーダー。紗季の双子の姉で武蔵姉弟の姪。オータス犯罪コンサルタントのCEO。
二葉を兄の健一のことで呼び出したり、また三郎に彼の失踪が山猫が作り出した嘘だと告げる。
空港占拠事件を起こす1か月前にメンバー全員で天童・川越・米沢・白河・壬生（北見）の処遇について話し合い、「嘘を認めない者は殺し、嘘を認めた者は解放し社会の裁きに委ねる」という自らの方針に鼠=大河が「嘘を認めるか否かにかかわらず抹殺するべき」と異を唱えた際、「私たちの目的は天童たちを殺すことではなく、嘘を暴くことだ。獣（ケダモノ）にまで落ちるつもりはない」と真っ向から対立していた。
「かながわ新空港」が建設された本当の目的を明かすための配信では、ライブ映像から事前に録画していた映像に切り替えて空港からの脱出を図るが、大河が空港の警備システムを乗っ取って紗季を人質にしたことで頓挫する。大河が紗季や二葉ら人質とともに空港を去った後、バイクで大河たちを追った。
その後、三郎とともに大河のいる横浜ベイサイドホテルに向かい、紗季と裕子を救う。大河に山猫である二葉を始末するよう命じられるも、志摩によってホテル内の電波と配信が遮断され、大河が作動させた時限爆弾を止める。そして、裕子を射殺しようとした大河に銃を発砲し、大河を射殺する。その後、嘘に溢れた世の中で真実を追い求めたとして後悔はないと投降し、三郎に「お前にとっての真実とはなんだ?」と言った後、SIS隊によって確保された。

蛇 【巳】 / 駿河紗季（するが さき） / 駿河蓮（するが れん）〈33〉
演 - 宮本茉由（幼少期：山本紗々萊）
悠月の双子の妹で武蔵姉弟の姪。
元KSBCの情報分析官。元ヨコハマサイバーセキュリティのシステムエンジニアで、2021年にKSBCに所属し、2023年に織田拓（おだ たく）との婚姻を機に依願退職を申し出ていたが、織田はAIで作られた架空の人物であった。また、KSBC以前の経歴もすべて捏造されたものであり、戸籍もどこかから買ったものであった。1年前の病院占拠事件では犯罪計画を練って依頼主である耕一に売り、そのデータを収集するため捜査に参加したことが判明する。
大河が横浜ベイサイドホテルを占拠した際に、裕子とともに大河に人質に取られるが、駆けつけた三郎と悠月によって「ケダモノ」が制圧され、大河が悠月によって射殺されると、悠月とともにSIS隊に確保された。

鶏 【酉】 / 重原瀬奈（しげはら せな）〈28〉
演 - 山谷花純
白河組元社長秘書。直樹と交際しており、妊娠している。百花からパワーハラスメントの相談を受け、ともに内部告発するが、白河の恨みを買い、横領で告訴されていた。
妊娠を直樹に隠し続けていたが、気分が悪くなってトイレへ駆け込んだことなどから、直樹の知るところとなる。「獣」から抜けようとする直樹を「計画をなし遂げることが最優先」と制止する。
白河に横領の濡れ衣を着せられ告訴されたことで「私は人生を失った。もう失うものはない」と考え大河の計画に賛同しつつ、「ケダモノ」については直樹にも秘密にしていた。「ケダモノ」として悠月たちを裏切るも、紗季が大河に拘束されていた際、赤ちゃんや直樹たちのことを思い、「ケダモノ」を裏切る。
大河が空港を開けたことにより、直樹と一緒に、SAT隊に確保されてしまう。
逮捕後、守りたいものができたからという理由で「ケダモノ」を裏切ったことを三郎に見抜かれ、自分の罪を少しでも軽くする条件を提示した三郎に大河の計画の一部始終を暴露する。

虎 【寅】 / 丹波一樹（たんば かずき）〈49〉
演 - 平山浩行
元神奈川県警警備部管理官で、1年前の病院占拠事件ではSATを束ねていた。愛の夫。昭和49年5月11日生まれ。
半年前、愛の死をきっかけに警察を辞めている。
大河が銃を発砲した際、瀬奈と直樹を庇って撃たれる。彼らを逃し、かつての部下である三上らSAT隊に抵抗せず素直に従い確保された。
逮捕後、和泉との面会で、大河を止める方法として「獣」を抜けた後も彼が配信にこだわっており、世間に人質を殺す様子を配信で見せつけようとしていたため、配信を止めるように指示する。

猿 【申】 / 丹波直樹（たんば なおき）〈20〉
演 - 岩瀬洋志
丹波と愛の息子。元横浜中警察署地域課巡査。
一樹同様、半年前、愛の死をきっかけに警察を辞めている。
父・一樹および叔母・澪や「獣」のメンバーにも内緒で鶏=瀬奈と交際し、胸ポケットに「Naoki&Sena」と記されたペンダントを仕舞っていたが、「獣」を離脱した大河に協力する裏切り者を炙り出すために紗季が使った金属探知機にペンダントが反応したことで露見してしまう。また、一樹に呼び出されて2人きりになった際、「タイミングを考えろ」と諭す一樹に対して「父さんが警察官がジャーナリストと結婚することに周囲が反対するのを押しきってまで結婚した母さんが大事だったように、自分にとっても瀬奈は大事な人だ」と反論するが、瀬奈が妊娠しているのを話したことで一樹から「馬鹿野郎!」と叱責されビンタされる。大河が空港を開けたことにより、瀬奈と一緒に、SAT隊に確保されてしまう。

馬【午】 / 堀江海斗（ほりえ かいと）〈30〉
演 - 竹内まなぶ（カミナリ）
松長と瑠美の幼馴染。1993年6月29日生まれ。
かながわ新空港の建設反対運動に団体員として参加していたが、5年前に同じ反対運動のリーダーである浜松が銛で殺害された百首事件の被疑者として松長および瑠美とともに傷害致死罪で逮捕され、懲役5年の実刑判決を受け、空港占拠事件の5か月前に釈放されていた。しかし、後に花房による供述が嘘だと判明した。
その後、大河が空港を開けたことにより、掛川と一緒に、SAT隊に確保されてしまう。

牛【丑】 / 掛川瑠美（かけがわ るみ）〈30〉
演 - サーヤ（ラランド）
堀江の幼馴染で、松長と交際している。1993年9月4日生まれ。
かながわ新空港の建設反対運動に団体員として参加していたが、5年前に同じ反対運動のリーダーである浜松が銛で殺害された百首事件の被疑者として堀江および松長とともに傷害致死罪で逮捕され、懲役5年の実刑判決を受け、空港占拠事件の5か月前に釈放されていた。しかし、後に堀江および松長と同様に、花房による嘘の供述だと判明した。
宇和島と壬生（北見）により、新たな人質となったが、三郎によって2代目山猫であることを突き止められた壬生（北見）が動揺した隙を突いて反撃し、堀江・松長とともに彼を悠月のところへ連行する。
松長との間に「渚（なぎさ）」という名前の子供を身籠っていたが、5年前の「百首事件」で天童たちの策謀で浜松を殺害した犯人として堀江や松永とともに逮捕された後に流産していた。
その後、堀江同様、大河が空港を開けたことにより、SAT隊に確保され、抵抗時にエコー写真を落としてしまう。

犬【戌】/ 岩槻澪（いわつき みお） / 狭山澪（さやま みお）〈28〉
演 - 白石聖
フリーランスWEBエンジニアで、愛の妹。一樹の義妹。1995年5月21日生まれ。紗季の後任として配属されたKSBCの新人情報分析官。だがその正体は、KSBCに潜入しスパイ（内通者）として「獣」たちに警察の情報を伝えていた、「獣」の仲間である戌だと判明した。警察を占拠後、「私が獣になった理由を突き止めてください、制限時間は1分、間に合わなければ」と言いながら志摩に銃口を向け、残り3秒のところで愛の妹ということが判明した。その後は警察を去り、「獣」たちのもとへ戻りネットワークシステムの管理を担当する。「獣」になった動機は、お金が少なく、それでも姉は身を削って働いてくれていたが、姉が結婚し、息子も生まれて幸せな生活を送るはずだったが、姉が殺害され、復讐のために「獣」へ入ったことが判明。
大河によって空港のセキュリティが解除された際にSAT隊員とともに突入した三郎から悠月の所在を尋ねられると、二葉ら人質を連れて「横浜ベイサイドホテル」に向かった大河を追って悠月が空港を出たことと、大河がその場所で二葉たちを皆殺しにしようと目論んでいることを告げ、SAT隊に確保されてしまう。
「ケダモノ」がホテルを占拠した際、自らが作成した、ホテル内の電波と監視カメラを遮断するプログラムを志摩に教え、裕子と紗季を救う。

#### 武装集団「ケダモノ」
武装集団「獣」内から分裂した大河をリーダーとする新たな集団。「百首事件」などに関与していた天童たちの罪を暴いた後に解放するという処遇に関する悠月の考え方に不満を抱き、人質たち全員を殺すという大河と彼の意見に賛同した裏切り者4人によって結成された。
大河が空港のネットワークシステムに仕掛けたコンピュータウイルスによって空港のすべてのセキュリティが解除され、それに乗じる形で突入したSATにより裏切った瀬奈や駿河姉妹を除く「獣」メンバーが確保されたことで、計画の一部始終を警察に知られることになり、瀬奈とともに確保された「獣」メンバーの澪の機転でホテル内の電波が遮断され、事前に潜入したSISがそれに乗じる形で突入したことにより浜松姉妹と松永が確保され、残った大河は三郎とともに潜入した悠月によって射殺された。
鼠【子】 / 新見大河 （にいみ たいが）〈26〉
演 - ジェシー（SixTONES）
白河組の社長秘書だった、百花の弟。六石交通株式会社のタクシードライバー。
物語前半では素性が不明であったが、後に武装集団「獣」のメンバーの1人と判明。空港占拠計画の決行に備えた訓練にも参加していたが、計画実行の1か月前に人質として軟禁する天童・白河・米沢・壬生（北見）と川越の処罰方針について、1年前の界星堂病院占拠事件において「青鬼」こと耕一をリーダーとする武装集団「鬼」によって人質として監禁された前神奈川県知事・長門や備前が、事件後に逮捕されるも証拠不十分を理由に起訴が取り下げられる可能性があることへの強い不服から「天童たちの罪や嘘を暴くだけでは不十分」として龍=悠月のやり方に反発し、権力者を殺すと宣言して「獣」とは決別していた。
「かながわ新空港促進協議会」の会長である丸亀の事務所に場所に侵入してMプロジェクトのデータを入手した際に綾部に右肩を銃で撃たれ、出血多量の重傷の状態で、車中でえみりと電話で話していた裕子のもとに現れ、裕子に銃を突きつけて車を運転するように命じ、武蔵邸へと向かわせる。検問で警察官に提示した免許証には「松山雄大」の名が記されていた。
武蔵邸に到着すると、自分の右肩に残っている弾丸を摘出するよう裕子に要求し、彼女が断ろうとすると、先に帰宅していたえみりに銃を向けて脅迫する。裕子が緊急の摘出手術を終えた後しばらくの間は昏睡していたが、川越から自分や裕子とえみりの抹殺を指示された綾部が武蔵邸に来たころには行方を眩ましており、裕子が綾部に射殺されそうになったところへ現れると、彼女に逃げるよう促す。
裕子とともに綾部に捕まるが、隙をみて綾部をヘッドロックで気絶させ、裕子を連れて脱出する。そして裕子を「獣」のアジトへ連れていき、自分が「獣」であることを明かした。その後、裕子の首に時限爆弾を仕掛けて椅子に拘束し、「獣ちゃんねる」をハッキングで乗っ取ってアジトに捕らえている裕子の映像を生配信し、三郎に「1年前に武蔵裕子が犯した罪を、夜明けまでに明らかにしろ。さもなくば妻の首が（爆弾で）吹き飛ぶ」と告げる。
武装集団「獣」から分裂した新たな集団のリーダーとして裏切り者の4人と「ケダモノ」を結成していることが判明した。
1年前に百花が亡くなった経緯が明かされても裕子に仕掛けた時限爆弾は一旦解除しただけで解放はせず、そのまま彼女とともに「かながわ新空港」に向かう。そして裏切り者と判明し悠月に拘束されていた奏ら「ケダモノ」のメンバーを空港の警備システムにハッキングして解放し、紗季を脅して二葉たちが軟禁されている部屋に案内させる。そこで二葉ら人質を全員抹殺するために悠月たちから奪い取ろうとした際、「ケダモノ」に属していない悠月たちを囮にして逃亡することに反対して「ケダモノ」を裏切った瀬奈（と直樹を庇った一樹）に躊躇無く発砲し、裕子を軟禁して外に待機させていたトラックに紗季と二葉たちを連れ込み、宇和島と庭瀬を囮にして車を乗り換え、「横浜ベイサイドホテル」に向かい、ホテルを占拠する。
武装集団「獣」のメンバーに裏切り者がバレたことで暴走してしまう。三郎と悠月が到着し、山猫の正体が二葉であることを暴き、悠月に山猫を始末するよう命じるも、澪のプログラムを使用した志摩によってホテル内の電波と配信が遮断され、時限爆弾を作動させるが、悠月によって爆弾も止められる。そして、裕子を射殺しようとするが、悠月に銃で撃たれて死亡した。

鶏 【酉】 / 重原瀬奈（しげはら せな）〈28〉
「獣」の項を参照。

兎【卯】 / 浜松奏（はままつ かなで）〈20〉
演 - 安斉星来
「獣ちゃんねる」では公式ナビゲーターを務める。
「百首事件」で殺害された浜松の次女。平成15年3月3日生まれ。横浜中央大学情報処理学科に在学する大学生。
当初は「百首事件の犯人は、堀江海斗・松長仁・掛川瑠美」という情報を鵜呑みにしていたため、5か月前に出所した3人が事件の現場でもある百首神社に現れた際には激しい怒りを露にしていたが、悠月から3人を陥れたのが天童であること、そして、事件当時に証言していた花房から父を殺害した真犯人が川越であることを告げられる。
1か月前に大河が悠月との衝突の末に「獣」と決別した後、彼に賛同していた松永から「ケダモノ」のことを聞き、「天童たちの嘘を暴くだけでは物足りない。徹底的にやらないと父が浮かばれない」として大河に賛同し、詩とともに「ケダモノ」のメンバーとなる。空港占拠事件の傍らで密かに大河と連絡を取り合っていたが、大河に協力した裏切り者の存在に気づいた悠月の指示で紗季が金属探知機を使って身体検査をする際、その一部始終を記録していた監視カメラの映像に大河と連絡をとるためのスマートフォンを隠し持っていたことや大河とメールのやり取りをしていたことが発覚し、詩とともに監禁されたが、大河によって解放される。
澪が作成したプログラムを使用した志摩によって、ホテル内の電波と配信が遮断され、ホテル内部に突入したSIS隊によって詩とともに確保されてしまう。

羊【未】 / 浜松詩（はままつ うた）〈25〉
演 - 山本千尋
「百首事件」で殺害された浜松の長女。平成10年10月25日生まれ。ジムのインストラクター。2022年の第24回世界武術大会に中国武術部門で出場している。
腕には父親の形見である腕時計をつけている。
その後、奏同様大河に協力した裏切り者と判明し、監禁されるが、大河によって解放される。
澪が作成したプログラムを使用した志摩によって、ホテル内の電波と配信が遮断され、ホテル内部に突入したSIS隊と乱闘をするも、本庄に奏を人質に取られ、彼女を救おうとするも、隊員が放った銃弾によって右腿を負傷し、確保されてしまう。

猪【亥】 / 松長仁（まつなが じん）〈30〉
演 - 後藤剛範
堀江の幼馴染で、掛川と付き合っている。元漁師。1993年10月10日生まれ。
かながわ新空港の建設反対運動に団体員として参加していたが、5年前に同じ反対運動のリーダーである浜松が銛で殺害された百首事件の被疑者として堀江および瑠美とともに傷害致死罪で逮捕され、懲役5年の実刑判決を受け、空港占拠事件の5か月前に釈放されていた。しかし、後に堀江および瑠美と同様に、花房による嘘の供述だと判明した。奏・詩とともに花房の住所に向かい報復を図るが、彼が嘘の供述をした理由が、脳梗塞を患っている母親の治療費を得るためだと知り断念し、浜松を殺害した真犯人が川越であることを告げられる。
天童たちの処遇に関しては悠月よりも大河の考えに賛同しており密かに彼に協力しているが、堀江と瑠美には「巻き込みたくない」として大河の計画や「ケダモノ」について秘密にしている。
澪が作成したプログラムを使用した志摩によって、ホテル内の電波と配信が遮断され、ホテル内部に突入したSIS隊によって確保されてしまう。

#### ゲスト（新空港占拠）

##### 第1話（新空港占拠）
大久保豊輔（おおくぼ とよすけ）
演 - 生津徹（第3話 - 第5話・第8話 - 最終話）
神奈川県警警備部長。昭和45年10月3日生まれ。
警察関係者が絡む事件においては事件解決や被害者の救助などよりも警察としての面目の維持を優先する傾向が強く、また丹波曰く「長期戦を好まず、短時間でけりをつける性格」で、事態を収束するためなら交渉などによる対処療法ではなく現場突入や狙撃といった人命を無視した強引な手段も厭わない。
北見（壬生）の指示を受けた川越が丹波の妻・愛を殺害した件を三郎が「獣ちゃんねる」での生配信で公表するのを止めさせるべく和泉に電話をかけて「身内の恥を晒す気か!?」などと告げるも、人質の安全を優先する和泉に突っぱねられていた。
川越殺害の容疑者として和泉が浮上するや否や、対策本部に現れ彼女から指揮権を半ば強引に奪う。さらに、占拠された空港への突入で人質に危険が及ぶことを危惧した三郎の意見を「交渉人は必要ない」として却下する。その後、空港の隠し通路に関する情報のリークを受けると三郎と志摩を対策本部から追い出して和泉との人質交換を要求する「獣」の動向に応じるフリをして突入作戦を開始する。三郎と志摩によって和泉の潔白が証明されてもなお突入作戦を続行させるが、「獣」がリークした偽の情報と、突入作戦の内容を予測していた丹波の罠に嵌まり作戦中止を余儀なくされ、本部長の下命で指揮権を戻すが、自らの横暴な言動や人質の安全を無視した突入作戦の強行については「状況の中で最善の対策を取ったまでだ」と正当性を主張して非を認めず謝罪もしないまま対策本部を去り、「かながわ新空港促進協議会総会」の会場である「横浜ベイサイドホテル」に向かう。
後に丸亀や北見（壬生）の意向を受け、綾部に大河を抹殺して「Mプロジェクト」に関するデータを強奪するよう指示していたことが判明する。
「かながわ新空港促進協議会総会」に警備責任者として参加した際、「ケダモノ」たちのホテル占拠に巻き込まれ人質となる。

鶴田輝幸（つるた てるゆき）〈28〉、鹿野芽衣（かの めい）〈25〉
演 - 上谷圭吾（第2話・第5話）、秋谷百音（第2話・第5話）
虚偽の通報で三郎を呼び出し、油断させたところを薬物の注射で昏睡させ拉致した2人。不正アクセスや違法データの売買、窃盗などで前科があり、顔認証で身元が判明した。本庄たちが確保する前に味方のはずの「獣」によってスーツケースの爆破に巻き込まれて死亡する。
白河の秘書であった百花が、彼のパワーハラスメントを告発しようとしたことで会長側から横領の濡れ衣を着せられた挙げ句に自殺した際、百花がパワハラを訴える内容の遺書をパソコンに残していたことを知った白河の指示を受けた米沢の命令で、その遺書を百花が横領の事実を認める内容に書き直していたほか、ネットで百花を追い込んでいた。
この一件で、百花の親友である鶏=瀬奈の恨みを買い、瀬奈から「お前らは新見百花を殺した。認めて自首すれば命だけは助けてやる」と最後の選択肢がメールで送られていたがそれを無視したために抹殺された。

棚倉眞（たなくら まこと）〈55〉
演 - 杉本凌士（第3話・第8話・最終話）
横浜湾岸病院外科部長。裕子の上司。神奈川県のSE-MATの統括を担当。地元の有力者との関わりが深くさまざまな会合に参加している。
1年前、先に搬送され心肺停止状態であった百花を早々に諦めて死亡確認をし、後に搬送されてきた丸亀のオペを裕子に優先させた。

会津拓郎
演 - 小川紘司（第3話 - 第5話・最終話）
神奈川県警警備部管理官。
「かながわ新空港促進協議会総会」の警備を担当している。

浅川
演 - 正木佐和（第8話）
横浜湾岸病院が代議士の妻のオペを優先したため、先に搬送された発作で倒れた自分の娘が助からなかったと裕子を平手打ちする。

軽部修也
演 - ササキシュン（第2話 - 最終話）
捜査員。

北畠紗耶
演 - 北野ともか（第2話 - 最終話）
現場指揮本部。

三上孝志
演 - 佐藤太助（第2話 - 最終話）
神奈川県警警備部。

平川美結
演 - 松本琉李
横浜湾岸病院看護師。

手術助手
演 - 谷風作
横浜湾岸病院医師。裕子の手術助手。

麻酔科医
演 - 相田雄一郎
横浜湾岸病院麻酔科医。裕子とともに界星堂病院より移籍した。

オペ看護師
演 - 大藤由佳
横浜湾岸病院看護師。裕子とともに界星堂病院より移籍した。

捜査員
演 - 高久慶太郎

警察官
演 - 藤大祐

##### 第2話（新空港占拠）
河内（かわち）
演 - 松本哲也
爆弾処理班。空港占拠事件でも三郎とは面識がある。三郎に取り付けられた爆弾を取り外す。

新見百花（にいみ ももか）〈享年27〉
演 - 楠木杏（第8話）
大河の姉。白河組の社長秘書。亡くなる1か月前に白河からのパワーハラスメントを労働組合に訴えたが、形だけの調査だけで済まされ、パワーハラスメントはなかったと報告される。逆に内部告発されたことが許せなかった白河側に1千万円の横領の証拠を捏造され刑事告訴され、敗訴する。白河側の主張を鵜呑みにした世間からの誹謗中傷に追い詰められたことで遺書を残して睡眠薬を飲み、自宅の浴槽で自殺した。
死の直前、白河のパワーハラスメントが事実であることを記した遺書をパソコンに残していたが、遺書の存在を知った白河の指示を受けた米沢によってパソコンに不正アクセスされたことで横領を認める内容に書き換えられ、白河のパワーハラスメントは公表されなかった。
1年前に自宅の浴室で自殺を図った後に大河に発見され横浜湾岸病院に搬送された時点では心肺停止状態で死亡してはいなかったが、病院側が救命および蘇生措置を早々に諦めて死亡確認を行ったことや、棚倉が自身より後に病院に搬送された丸亀の手術を優先して裕子に執刀させるよう仕向けていたことでそのまま亡くなり、裕子が百花の遺族に恨まれ大河に拉致される原因となった。

新見茂弘、新見智美
演 - 矢嶋俊作、速水今日子
百花と大河の両親。

SIS隊員
演 - 柴山葉平（第9話・最終話）

警察官
演 - 椿直
検問をしている警察官。裕子に免許証の提示を求める。裕子が運転席側の車窓に付着している血の指の跡に気づいてくれる可能性を考えて窓を上げたが、免許証の照合から戻ってきた彼は気づかなかった。何か言いたそうな裕子の表情と顔色の悪さには気づいたが、助手席の大河に急いでいると遮られた。

##### 第3話（新空港占拠）
秋月礼二（あきづき れいじ）
演 - 市原朋彦
美容外科「エーアールクリニック」院長。3か月前に三根山工業から5千万円を入金され、米沢からの依頼で北見（壬生）に整形手術を施していた。
川越と密かに連絡を取り合っており、三郎と本庄が北見（壬生）の件を調べるためにクリニックに向かっているタイミングで、川越から証拠隠滅を指示されカルテを持ち出し車で逃走を図るが三郎と本庄に阻止され、駆けつけた警官に身柄を拘束された。

丹波愛（たんば あい）〈享年40〉
演 - Yoshiko（第4話・第9話）
丹波の妻で直樹の母。澪の姉。旧姓は狭山。フリージャーナリストをしていたが、亡くなる数日前に以前書いた記事に捏造疑惑が盛り上がり、2023年7月8日に新伊勢佐木ビルの屋上から飛び降り自殺したとされている。愛が高所恐怖症であることを知る丹波は、飛び降り自殺という調査の結果に納得せず単独で捜査していたが、上層部から捜査中止を命じられたことで警察を辞め、独自に愛の死の真相を調べる過程で「獣」のメンバーとなった。
北見（壬生）が関わった5年前の事件を調べていき、川越が事件に関わっていることを突き止めるが、事件を記事にしないように川越から圧力をかけられ、記事をもみ消されそうになる。だが、それを聞き入れなかったため、北見に命じられた川越によって自殺に見せかけてビルの屋上から突き落とされて殺され、捏造記事を書いたとでっち上げられ、それを苦にした自殺にされていた。

##### 第4話（新空港占拠）
彦根春馬（ひこね はるま）
演 - 土岡哲朗 （春とヒコーキ）
研究開発法人「みなとデータセンター」の警備員。

刑務官
演 - 渡辺慎一郎
耕一が収監されている神奈川拘置所の刑務官。

##### 第5話（新空港占拠）
浜松功（はままつ いさお）〈享年50〉
演 - 猪飼公一（第6話）
漁師。昭和43年6月20日生まれ。
地元漁師たちを中心に行われたかながわ新空港建設反対運動のリーダーだったが、地元暴力団から金銭を受け取り、裏で反対運動を潰そうとしていたために2018年8月30日に百首神社で松長・掛川・堀江の3人に暴行を加えられた末に銛で刺殺され、遺体は境内に放置された。この事件は「百首事件（ひゃっくびじけん）」と呼ばれる。

七尾統真（ななお とうま）〈70〉
演 - 半海一晃（第6話）
5年前に浜松が殺害された百首事件の現場である百首神社（ひゃっくびじんじゃ）の神主。1995年1月1日から神主に就任した。地元漁師からも信頼されており、かながわ新空港建設反対運動のリーダーの浜松とは家族ぐるみの付き合いをしていた。
百首事件の調査のために神社を訪ねた三郎と本庄を敷地内に招き入れ、自身が最初に浜松の遺体を発見した現場を案内する。境内に飾られている「十二支のお面」が、町の祭事で「神の使い」を演じる子供たちが踊りに用いるものであることを説明した直後に、「子供たちを苦しめる者がいるなら殺すしかない」と松長たちを案じる言葉を告げながら刀を構えて三郎を襲撃するが、三郎と本庄により制圧され、連行される。

##### 第6話（新空港占拠）
花房達也（はなぶさ たつや）〈28〉
演 - 岩男海史
漁師。平成7年8月23日生まれ。
2018年8月30日の「百首事件」の時、松長たちが浜松に暴行しているのを目撃したと供述、それが犯人とされた3人の逮捕の決め手になった。だが実際には横浜署署長の川越が浜松を殺害する場面を目撃しており、それを知った川越は天童に報告、7年前に脳梗塞で倒れた母親の治療費に困っていたために金で買収され、嘘の供述をするようにされていた。
三郎と本庄が「百首事件」のことを聞くためにアパートを訪ねた際、再び松長たちが報復に現れたと思い込んで三郎に襲いかかるも制止され、彼らが事件のことを調べている警察だと知ると抵抗をやめ、出所した松長と詩と奏がアパートを訪ねてきたことと、事件の嘘の供述をした理由と浜松を殺害した真犯人を明かす。

##### 第7話（新空港占拠）
茂木忠信（もてぎ ただのぶ）〈享年34〉
演 - いしいはじめ
北見の秘書だった男。平成元年9月11日生まれ。
7か月前に北見とともに逮捕され、収監された神奈川拘置所にて2024年1月6日に首吊り自殺した。

丸亀洋一（まるがめ よういち）〈60〉
演 - 宇納佑（第8話 - 最終話）
「令和のホテル王」と呼ばれている実業家で、横浜ベイサイドホテル代表取締役社長兼かながわ新空港促進協議会会長。
協議会の総会が行われていた横浜ベイサイドホテルエアポートアネックスに他の会員とともにいたが、「ケダモノ」たちに総会を占拠される。

##### 第8話（新空港占拠）
徳島（とくしま）
演 - 潟山セイキ
横浜湾岸病院・院長。

秘書
演 - 黄地裕樹（第9話・最終話）
丸亀の秘書。丸亀の手術を成功させた裕子に感謝する。

##### 第9話（新空港占拠）
篠塚義雄（しのづか よしお）〈54〉
演 - 渡邊聡
横浜市役所 土木課課長。健一の失踪前の同僚だった。健一へのクレームが虚偽であったことを本庄に話す。

駿河純子（するが じゅんこ）
演 - 吉澤智美
駿河姉妹の母で健一の恋人。闇金業者に騙されて駿河姉妹と引き裂かれたことを彼女たちに話す。

SAT隊員
演 - 長谷部光祐（第5話）
かながわ新空港に突入する。

##### 最終話（新空港占拠）
鈴木
演 - 栂村年宣
港東署捜査員。「ケダモノ」メンバーたちが逃走した手配車両を発見する。

捜査員
演 - 持永雄恵

進行役
演 - 高松克弥
横浜ベイサイドホテルで行われた「かながわ新空港促進協議会」総会の進行役の委員。

SIS隊員
演 - 村井良輔

## 放送局占拠

### あらすじ（放送局占拠）
「新空港占拠事件」から1年後。
「テレビ日本」では、東京都知事選挙に向けた選挙特番を放送中であったが、妖怪の面を被った武装集団「妖」が占拠し、放送を中止すれば、番組スタッフやキャスター、俳優、都知事候補などを含めた500名の人質を殺すという。
警視庁刑事部・立てこもり犯罪対策班（BCCT）の捜査員となった武蔵三郎は、妻の武蔵裕子や娘の武蔵えみりも人質に取られている中で、警視庁の和泉さくらたちとともに人質を救出しようとする。

### キャスト（放送局占拠）

#### 主要人物（放送局占拠）
武蔵三郎（むさし さぶろう）〈42〉
演 - 櫻井翔
主人公。仕事の腕は超一流で、正義感が強い人物。空港占拠事件から1年が過ぎ、警視庁の刑事部・立てこもり犯罪対策班（BCCT）へ、捜査員として出向となる。前2作同様、「ウソだろ」が口癖。
テレビ日本に届いた都知事候補者4名の殺害予告を受けて警備のために局を訪れるが、「妖」の襲撃を受ける。そして、「妖」のリーダーである般若から人質たちの葬られた闇を白日の下に晒すための取材をさせられることとなり、捜査本部へと戻らされる。

和泉さくら（いずみ さくら）〈42〉
演 - ソニン
三郎の警察学校時代の同期。三郎らとともに警視庁へ出向となり、BCCTの管理官に任命される。「ありえない」が口癖。
テレビ日本に4名の都知事候補者の殺害予告が届いたため、三郎たちBCCTとともにテレビ日本に警備に出向するが、武装集団「妖」の襲撃に遭い、裕子やえみりを救出する中で、天狗に撃たれようとした三郎を庇ったことで銃撃され、致命傷を負う。その後、裕子たちによって緊急手術が行われ、手術が終わると三河とともにテレビ日本から解放された。

大和耕一（やまと こういち）〈30〉
演 - 菊池風磨
武装集団「百鬼夜行」のリーダーである青鬼。2年前の病院占拠事件を起こした張本人。
1年前の空港占拠事件では神奈川拘置所に起訴勾留されていたが、裁判所への移送中の車内で体調不良を訴えて救急病院で治療するが、トイレに立ち寄ったところで天狗とがしゃどくろの協力によって病院から脱走していた。
伊吹を拉致して裏社会の始末屋であったのっぺらぼうを捕まえると、輪入道と協力してのっぺらぼうの犯罪記録を見つける。そして、伊吹に青鬼の後継者を育てることが目的であることを告げ、3か月後のテレビ日本占拠に般若として協力するよう要請する。
その後、「妖」の立ち上げにも立会うが、3か月後に「妖」がテレビ日本を占拠した後、拘束された状態で冷凍庫に監禁される。

#### 武蔵家（放送局占拠）
武蔵裕子（むさし ゆうこ）〈39〉
演 - 比嘉愛未
三郎の妻。心臓外科医。旧姓は伊吹。裕志の姉。
『Dr.TRUTH』の医療監修をしにテレビ日本を訪れる中で、「妖」の襲撃を受ける。

武蔵えみり（むさし えみり）〈11〉
演 - 吉田帆乃華
三郎と裕子の娘。「噓でしょ」が口癖。
裕子が『Dr.TRUTH』の医療監修をしに訪れたテレビ日本に裕子の付き添いで訪れる中で、「妖」の襲撃を受ける。だが、さくらが天狗に撃たれた後、人質や「妖」たちの写真を収めたスマートフォンを持たされて外へ逃がされる。

#### 警視庁
天草樹（あまくさ いつき）〈27〉
演 - 曽田陵介
警視庁警備部警備第一課捜査員。柔道の有段者。「おまかせください」が口癖。

志摩蓮司（しま れんじ）〈36〉
演 - ぐんぴぃ（春とヒコーキ）
情報分析官。仕事は優秀だが、お調子者で私語が多く、分かりづらい例えを持ち出すこともある。和泉から病院占拠事件や空港占拠事件での功績を評価され、BCCTに出向になる。

三宅すず〈28〉
演 - 吉田芽吹
警視庁刑事部SSBC情報分析官。過去の占拠事件で活躍した志摩に憧れており、ホワイトハッカーセミナーに出席するなど彼を推している。

本庄杏（ほんじょう あん）〈31〉
演 - 瀧内公美
捜査員。和泉から空港占拠事件での活躍を評価され、BCCTに出向になる。「冗談でしょ」が口癖。
さくらがテレビ日本に出向していたため、指揮官に任命されるが、叔父で警備部長の屋代と対立することとなる。

江田奈緒子
演 - 詩歩
BCCT捜査員。

SAT隊員
演 - 宗像輝人

BCCT捜査員
演 - 菅原飛夢

屋代圭吾〈58〉
演 - 高橋克典
警視庁警備部長で、本庄の叔父。

#### テレビ日本
忽那翡翠（くつな ひすい）〈21〉
演 - 齊藤なぎさ
アルバイトとしてテレビ日本に入った『NEWS FACT』新人アシスタントディレクター。

奄美大智（あまみ だいち）〈44〉
演 - 戸次重幸
報道番組『NEWS FACT』プロデューサー。三郎の男子校の先輩で、裕子とも旧知の仲。

灘見寛治（なだみ かんじ）〈59〉
演 - 福澤朗
『NEWS FACT』MC・人気キャスター。

日出哲磨（ひで てつま）〈43〉
演 - 亀田佳明（13歳時：ネグル未羽偉）
『NEWS FACT』敏腕ディレクター。
「妖」たちによって、坂手を雇って嘘の目撃証言をさせていたことを暴露されると、椅子に拘束され、1分ごとに3センチメートル進み、指のオブジェが100分後にスイッチに到着し、大量の釘とともにパイがバズーカ砲で顔に噴出する装置にかけられる。
30年前にのぞきと盗撮を繰り返して逮捕されており、5年前の「あかなめ事件」でも高津に罪をなすりつけていた。
三郎からそのことを明かされ、テレビ日本から解放されるも、頭に被らされたヘルメットにつけてあった風船に入っていた濃度の低いVTガスを吸引し、病院に搬送される。

真鍋野々花（まなべ ののか）〈18〉
演 - 宮部のぞみ
『NEWS FACT』番組アシスタントで、俳優やモデルの仕事をしているタレント兼インフルエンサー。

沖野聖羅（おきの せいら）〈50〉
演 - 片岡礼子
大学病院の看護師長で都知事候補。

三河龍太郎（みかわ りゅうたろう）〈43〉
演 - 北代高士
元サッカー選手で、名門サッカースクール「東京コンフィデンスサッカースクール」の代表兼監督。都知事候補者。
「妖」たちによって自身の葬られた闇を三郎に調べさせるために、熱湯風呂に似た40℃から2分ごとに1℃上がる装置の上に乗せられ、2時間以内に助けられなければ全身火傷で火傷死することとなる。
自身のスクールに通っていた玲央に過度なしごきをしており、それが原因で玲央が飛び降り自殺をし、しごきの様子を動画撮影していた健伸も脅していた。そのことを三郎に明かされると装置から解放され、処置の終わったさくらとともにテレビ日本から解放された。

大芝三四郎（おおしば さんしろう）〈60〉
演 - 真山章志
民創党所属の現職の都知事。2018年から現在まで豊洲の再開発などの政策で多くの支持を集めてきた。
「妖」たちによって自身の隠された闇を三郎に調べさせるために、70キログラムの重りが入った金盥に繋がれたロープを持たされ、90分以内に助けなければ頭蓋骨が粉砕することとなる。
寧々から閑正建設との豊洲再開発の官製談合疑惑を都議会宛てに内部告発されようとしていたため、彼女を「ホテルマスカレードリゾート」に呼び出し、内部告発を取り下げるよう脅すが、それを拒否されると彼女を突き飛ばし、棚の上から落下した置物によって彼女を死なせる。そして、閑正建設社長に頼んでアリバイ工作をしていた。
三郎が自身の闇を暴いたことで、テレビ日本から解放される。その後、捜査本部で日出の闇を暴こうとする三郎と屋代からの尋問を受け、傀儡子からの指示を受けていたことを明かすが、座っていた電気椅子によって感電死する。

式根潤平（しきね じゅんぺい）〈36〉
演 - 山口大地
テレビ日本70周年記念大型ドラマ『Dr.TRUTH』主演を務める国民的人気俳優で、内閣官房長官・式根泰山の息子。

#### 武装集団「妖」
読みは「あやかし」。テレビ日本を占拠する『妖怪』の面を被った武装集団。
3か月前に開設した動画配信チャンネル「妖党」で活動を開始し、根拠のない陰謀論ばかりだが現在でも一部の若者から熱狂的な支持を得ている。
キャスト情報はドラマ内で妖の面を外すことで解禁される。
般若 / 伊吹裕志（いぶき ゆうじ）〈25〉
演 - 加藤清史郎
般若の面をつけたリーダー。AI音声を使って会話する。都知事候補としてテレビ日本の選挙特番に出演する。
その正体はBCCT捜査官で、裕子の弟。憧れていた義兄の三郎が県警からBCCTに出向したのを聞き、BCCTに異動する。
「妖」たちにより拉致され、耕一の元に連れ去られてしまい、クリーニング店主である実篤を誘拐するよう要求される。当初は要求を拒否するが、耕一から首に仕込んだマイクロチップ型爆弾を爆発すると脅されたため、彼の要求を呑む。実篤とその娘である菖蒲を拉致し、彼らがのっぺらぼうとして「鎌鼬事件」に関与していたことを知ると、耕一からテレビ日本占拠に般若として協力するよう要請される。
そして、テレビ日本占拠後に、三郎に自身が般若になった理由である彼自身の闇を暴くよう言い、2時間以内に闇が暴かれなければ、残る人質6人のうち、5人が防護マスクをし、マスクのない1人に風船に入った濃度10倍のVTガスを吸わせるというゲームを行い、仮面を取ってその正体を明かす。
5年前に起こった「鎌鼬事件」の犯人として三郎が何も疑わずに逮捕され、その後自ら命を絶った恋人である風花の無念を晴らすために「妖」となった。

化け猫 / 高津美波（たかつ みなみ）〈33〉
演 - 入山杏奈（幼少期：舞坂きこ）
化け猫の面をつけた現場責任者。
詐欺集団「幻獣」のメンバーとして2024年10月に逮捕され今年の4月に出所したばかり。元デュープレックテクノロジーの営業職。
日出にのぞきや盗撮の罪をなすりつけられ、エスカレートしていった誹謗中傷に耐えられずに自殺した父の無念を晴らすため、「妖」となった。

河童 / 高津波留斗（たかつ はると）〈23〉
演 - 柏木悠（幼少期：西谷佳真）
河童の面をつけたムードメーカー。
美波の弟。「オレンジスイミングクラブ」のトレーナー。
日出にのぞきや盗撮の罪をなすりつけられ、エスカレートしていった誹謗中傷に耐えられずに自殺した父の無念を晴らすため、「妖」となった。

天狗 / 安室駆流（あむろ かける）〈35〉
演 - 芝大輔（モグライダー）
天狗の面をつけた武闘派。1年前の耕一の脱走に協力していた。神奈川拘置所の刑務官。「鎌鼬事件」の被害者、安室光流の長兄。

がしゃどくろ / 安室流華（あむろ るか）〈25〉
演 - 瞳水ひまり
がしゃどくろの面をつけたハッカー。1年前の耕一の脱走に協力していた。ホワイトハッカー。「鎌鼬事件」の被害者、安室光流の妹。
逃げた人質を追う中で、手術用メスを隠し持っていた潤平に左太腿を刺され、裕子の処置を受ける。

座敷童

輪入道

耕一と協力関係にあり、伊吹の首裏に仕込まれていたチップ型のGPSを頼りに、のっぺらぼうであった菖蒲と実篤の拷問を受ける耕一と伊吹の助けに現れ、菖蒲と実篤を麻酔銃で眠らせる。

唐傘小僧 / 小笠原舷太（おがさわら げんた）〈45〉
演 - 駿河太郎
唐傘小僧の面をつけたサブコン（副調整室）担当。映像制作会社リフレイン社長。大芝の政策秘書だった寧々の夫。

アマビエ / 津久見沙雪（つくみ さゆき）〈45〉
演 - ともさかりえ
アマビエの面をつけたスタジオカメラ担当。熊本県出身の「むくのき薬局」に勤務する薬剤師で、玲央の母親。夫とは2022年に離婚している。
三河の過度なしごきによって玲央が飛び降り自殺し、彼を訴えようとしたが、証拠がなく、訴えが取り下げられたたため、「妖」になった。

#### ゲスト（放送局占拠）

##### 第1話（放送局占拠）
八丈
演 - 原西孝幸（FUJIWARA）
50代の男性バスジャック犯。テレビ日本占拠事件の1か月前に、バスターミナル前に停止していたバス内で乗客乗務員を人質とし、爆弾とナイフでバスジャック事件を起こす。
その後、BCCTの三郎と伊吹が駆け付け、交渉人となった三郎をバス内に入れるが、伊吹が肩を狙撃したことで人質を逃がされると、爆弾を起動させ自爆する。

人質の女の子
演 - 永井美陽
八丈が起こしたバスジャック事件で人質となった少女。伊吹の狙撃によって人質が逃げる中で1人取り残され、八丈が爆弾を起動させるも三郎によって難を逃れて救出される。

森崎恵太
演 - 中村隆希（第2話）
『NEWS FACT』スタッフ。テレビ日本占拠事件に巻き込まれ、人質となる。

倉橋佳樹
演 - 金本勇利（第2話・第5話・第6話）
警視庁警備部警備第一課。

能見翔也
演 - 龍之介（第2話 - 第6話）
刑事。

日生（ひなせ）
演 - 中野剛
刑事部長。本庄の上司。

スタッフ
演 - 高山陽平（第2話・第3話・第5話）
『NEWS FACT』スタジオサブコンにいるスイッチャー。

具志川心
演 - 久野みずき（第2話・第3話・第5話）
『NEWS FACT』スタジオサブコンにいるテロッパー。

入砂大夢
演 - 高橋良平（第2話 - 第6話）
『NEWS FACT』のスタジオカメラマン。「妖」の番組では2カメを担当することとなる。

藪地理世
演 - 中薗菜々子（第2話 - 第6話）
『NEWS FACT』のスタジオカメラマン。「妖」の番組では3カメを担当することとなる。

笠岡和歌子
演 - うえのやまさおり
『NEWS FACT』タイムキーパー。

捜査員
演 - 末吉司弥、吉川慶
警備室でがしゃどくろに麻酔銃で撃たれる。

臨床工学技士
演 - 水間貴弘
『Dr.TRUTH』の手術シーンの臨床工学技士役。

人質女性
演 - 石神まゆみ

警備員
演 - 藤野政貴

アイドル
演 - 近藤ひみか、白石姫織、小日向透茉

##### 第2話（放送局占拠）
間崎実篤（まさき さねあつ） / 地内実篤（じない さねあつ）〈50〉
演 - 谷川昭一朗（第3話 - 第6話）
クリーニング店「クリーニング間崎屋」店長。
耕一の指示で拉致をするように言われた伊吹から110番通報をした後に逃走するよう言われるも、それを予知していた耕一に催眠スプレーを掛けられて拉致される。
耕一からは自身が「のっぺらぼう」であると言われ、10秒以内にアジトの場所を明かさなければ菖蒲を殺すと脅されるが、その途中で輪入道からのメッセージが来たため、事なきを得る。そして、自分たちを見張っていた伊吹にワインボトルの破片で首裏に埋め込まれたチップ型の爆弾を切除するよう言われるが、隙を見計らって彼を襲撃する。あと一歩のところまで伊吹を追い詰めるも、耕一に背後からスタンガンで気絶させられる。
菖蒲との血縁関係はなく、のっぺらぼうであった彼女を崇拝して手下として協力していた。
菖蒲と協力して伊吹と耕一を拘束して拷問するが、駆けつけた輪入道に麻酔銃で菖蒲とともに眠らされる。
その後、何者かに銃殺され、死後に燃やされる。

間崎菖蒲（まさき あやめ） / 大野原菖蒲（おおのはら あやめ）
演 - 北村優衣（第3話 - 第6話）
実篤の娘。
耕一と伊吹が実篤を拉致する場に居合わせる。そして、警察に通報しようとするが、耕一に催眠スプレーをかけられて拉致される。
その正体はスクラップ工場で死体処理をしてきた裏社会の始末屋である「のっぺらぼう」で、その顔を見たものは誰もいないため、そう呼ばれていた。実篤とも血縁関係はなかった。
のっぺらぼうとしての正体を現した後、伊吹と耕一を拘束して拷問するが、駆けつけた輪入道に麻酔銃で眠らされる。
その後、何者かに銃殺され、死後に燃やされる。

福江綾人〈45〉
演 - 岡部尚（第1話・第3話）
東京コンフィデンスサッカースクールのドライバー。
玲央にコックリさんを教えており、その後彼が飛び降り自殺したことから、般若にそのことをばらすと脅されたため、般若の指示で「妖」のトラックの運転手を務めて、伊吹を拉致した。

式根泰山
演 - 津村和幸
内閣官房長官。潤平の父親。

爆弾処理隊員
演 - 藤田啓介

車のナビの声
声 - 大栗麻未

##### 第3話（放送局占拠）
津久見玲央（つくみ れお）〈享年10〉
演 - 前田勝乃心（第2話）
沙雪の息子。1年前、コックリさんに呪われて自殺したといわれていたが、実際は通っていた東京コンフィデンスサッカースクールでの三河の過度なしごきに耐えられなくなり海浜稲荷倉庫屋上から飛び降り自殺したのであった。

御蔵健伸（みくら けんしん）〈10〉
演 - 塩野夢人（第2話）
東京コンフィデンスサッカースクールを辞めていた少年。親友の玲央が三河に過度なしごきを受けている場面を動画撮影しており、動画を公表しようとしたが、三河に脅されて怖くなって玲央が自殺する前日にスクールを辞めていた。

リポーター
演 - たれやなぎ（第6話）
東京コンフィデンスサッカースクールと三河の取材をするレポーター。

御蔵麗子
演 - 高田衿奈
健伸の母。

関係者
演 - 檜垣涼也
ニュース映像内の東京コンフィデンスサッカースクール関係者。

##### 第4話（放送局占拠）
小笠原寧々（おがさわら ねね）〈享年40〉
演 - 土井玲奈
大芝の政策秘書だった女性。「女郎蜘蛛殺人事件」の被害者で、寧々が夜な夜なホテルに男を連れ込んでいたという噂があったことから、妖怪の女郎蜘蛛になぞらえてそう呼ばれており、インターネットでは男女間のトラブルから殺されたといわれていた。
大芝と閑正建設の豊洲再開発の談合疑惑を都議会宛てに内部告発しようとしていたため、大芝にホテルマスカレードリゾートに呼び出され、内部告発を取り下げるよう脅されて突き飛ばされ、棚の上にあった置物が右側頭部に落下したことによる脳挫傷で亡くなった。

宮戸信哉（みやと しんや）〈60〉
演 - 森下能幸
「女郎蜘蛛殺人事件」の現場となった「ホテルマスカレードリゾート」支配人で、事件の第一発見者。
1年前から閑正建設からコンサルタント料として200万円の入金があり、それ以降も閑正建設から定期的に入金されていた。女郎蜘蛛殺人事件当日には、寧々が殺された後にホテルの部屋から寧々が隠し持っていたICレコーダーを持ち去っていた。
「女郎蜘蛛殺人事件」の聞き込みに訪れた天草から、ホテルの防犯カメラの映像が入ったUSBメモリを持ち去って逃走しようとするが、その映像を見ていた三郎からの指示を受けた天草に確保される。

坂手博史（さかて ひろし）〈40〉
演 - 松田航輝（第3話・第5話）
日出の大学時代の後輩の俳優。日出に雇われ、「女郎蜘蛛殺人事件」の時は飲食店経営者として、「コックリさん事件」の時は東京コンフィデンスサッカースクール生徒の親として、「あかなめ事件」の時は現場の近所の住民として『NEWS FACT』の取材を受けて噓の目撃証言をしていた。

医師
演 - 森下亮
ベニアカジョロウグモの機械の毒針に刺された三郎を救出しに来た医師。

刑務官
演 - 簑輪裕太
耕一の収監時に担当していた刑務官。

警察官
演 - 中村尚輝、原田大輔
叫び声が聞こえたとの通報で、スクラップ工場に臨場した警察官。背後から菖蒲に拳銃を奪われ射殺される。

鳳堂舞子
演 - 加田晶子
「女郎蜘蛛殺人事件」を現場付近で取材していた『NEWS FACT』のリポーター。

スタッフ
演 - 富田玲奈
「ホテルマスカレードリゾート」のフロントスタッフ。

男性
演 - 畠山理温
街頭で寧々の取材を受けていた男性。

##### 第5話（放送局占拠）
高津国光（たかつ くにみつ）〈享年57〉
演 - 松原正隆
高津姉弟の父親。帝都日報 社会部記者。5年前、神山学院大学女子寮で発生した連続のぞき魔事件の犯人だとでっちあげられ、エスカレートしていった誹謗中傷に精神的に追い詰められたことが原因で、走行中の消防車に飛び込み、スパイクタイヤに轢かれたことが原因で頭蓋骨陥没骨折を伴う脳挫傷および多発外傷性ショック死した。連続のぞき魔事件を取材していたが、放送後にのぞきの犯人が高津ではないかとインターネットで炎上し、赤い服を着て飴らしきものを舐めている写真が出回ったことから妖怪のあかなめになぞらえて「あかなめ事件」と呼ばれた。

田村
演 - 池田倫太朗
日出の自宅に臨場した捜査員。

寒風沢（さぶさわ）
演 - 工藤時子
神山学院大学女子寮の寮母。あかなめ事件の犯人が高津ではなく長髪の男性であったことを三郎と天草に話す。

宮川健一
演 - 石川雄也
5年前、あかなめ事件を現場からリポートした『NEWS FACT』記者。

女子大学生
演 - 月山鈴音
神山学院大学の学生。日出の取材を受け、あかなめ事件の犯人と思しき長髪の男の似顔絵を提出していた。

制服警官
演 - 福原和

##### 第6話（放送局占拠）
神津風花（こうず ふうか）〈20〉
演 - 花田優里音（第5話）
伊吹の回想に登場する恋人。桜葉大学の学生。2020年1月14日、神奈川県三日月の桜咲海浜公園で、鎌2本を振り回し、安室と純恋を切りつけて殺害している。当時、体内からは興奮作用のある違法薬物が検出され、そして亡くなった被害者の2人が交際しており、何らかのトラブルがあったと報道、放送後のネットの書き込みで、鎌で人を襲う妖怪、鎌鼬になぞらえて「鎌鼬事件」と呼ばれた。その後、彼女は容疑を否認したまま、留置所の中で自殺した。実際は屋代から隠蔽の依頼を受けたのっぺらぼうの菖蒲と実篤が安室の遺体を運んでいるところを目撃、白石は殺され、自身は違法薬物を投与されて鎌鼬事件の犯人に仕立て上げられた。

神子元清
演 - 永倉大輔
「鎌鼬事件」の捜査にあたった神奈川県警 捜査一課刑事。

白石純恋
演 - 彩香
「鎌鼬事件」の被害者とされた桜葉大学の学生。実際は友人の神津と歩いていたところ、菖蒲と実篤がすでに亡くなっている安室の遺体を運んでいるところを目撃。菖蒲によって眠らされて殺害、遺体は桜咲海浜公園に安室の遺体とともに放置され、神津が2人殺害したことに仕立て上げられた。

安室光流
演 - 山本直寛
「鎌鼬事件」の被害者とされた『NEWS FACT』記者。駆流の弟で、流華の次兄。屋代から隠蔽の依頼を受けたのっぺらぼうによって運ばれているところを神津と白石が目撃、白石の遺体と共に桜咲海浜公園に放置され、神津が2人殺害したことに仕立て上げられた。

## スタッフ
- 脚本
  - 大病院占拠 - 福田哲平、蓼内健太[186]
  - 新空港占拠、放送局占拠 - 福田哲平[7]
- 音楽 - ゲイリー芦屋[186]
- 主題歌 - Snow Man「W」（MENT RECORDING）[注 15][189]
- 演出
  - 大病院占拠 - 大谷太郎、茂山佳則（AX-ON）[注 16]、西村了（AX-ON）[186]
  - 新空港占拠 - 大谷太郎、茂山佳則（AX-ON）、伊藤彰記（AX-ON）
  - 放送局占拠 - 大谷太郎、茂山佳則（AX-ON）、西村了（AX-ON）[7]
- 警察監修 - 石坂隆昌
- 医療監修 - 新村核[190]
- 看護指導 - 石田喜代美
- VFX - イシバシミツユキ
- 特殊造型 - 梅沢壮一[191]
- アクションコレオグラファー - 森﨑えいじ（STUNT TEAM Gocoo）[192]
- ガンエフェクト - 竹田壮志
- チーフプロデューサー
  - 大病院占拠、新空港占拠 - 田中宏史[1]
  - 放送局占拠 - 道坂忠久
- プロデューサー - 尾上貴洋[186]
- 制作協力 - AX-ON
- 製作著作 - 日本テレビ

## 放送日程
| 話数                                                                        | 放送日  | サブタイトル | ラテ欄                                                        | 脚本     | 演出     | 視聴率 |
| --------------------------------------------------------------------------- | ------- | ------------ | ------------------------------------------------------------- | -------- | -------- | ------ |
| 第1話                                                                       | 1月14日 | 大占拠       | 襲われた病院…犯人は鬼 敏腕捜査官が壮絶戦に立ち向かう!         | 福田哲平 | 大谷太郎 | 7.2%   |
| 第2話                                                                       | 1月21日 | 大配信       | 直接対決開始! 首謀者青鬼の頭脳戦に… 危機迫る妻の命を救え      | 福田哲平 | 大谷太郎 | 7.6%   |
| 第3話                                                                       | 1月28日 | 大交渉       | 緊迫の交渉戦! 人質の隠す罪とは? 遂に鬼の素顔が明らかに!       | 福田哲平 | 茂山佳則 | 7.4%   |
| 第4話                                                                       | 2月04日 | 大突入       | 突入警察の逆襲!! 人質奪還作戦VS青鬼… 新たな色の鬼が出現!      | 福田哲平 | 茂山佳則 | 7.8%   |
| 第5話                                                                       | 2月11日 | 大救出       | 急げ娘の大救出 作戦、開始 全ての鬼が仮面を外す遂に正体判明    | 蓼内健太 | 大谷太郎 | 7.1%   |
| 第6話                                                                       | 2月18日 | 大取材       | 鬼の過去明らかに… 警察内に鬼疑惑? VS人質達の大避難 開始       | 福田哲平 | 伊藤彰記 | 7.0%   |
| 第7話                                                                       | 2月25日 | 大解除       | 爆弾解除作戦開始も武蔵に最大の危機!! 遂に事件の黒幕が動く     | 蓼内健太 | 西村了   | 7.1%   |
| 第8話                                                                       | 3月04日 | 大逃亡       | 院長殺し容疑の武蔵 逃走… 衝撃の黒幕&スパイ 鬼 解明に嘘だろ    | 福田哲平 | 大谷太郎 | 7.6%   |
| 第9話                                                                       | 3月11日 | 大潜入       | 遂に最終章前編… 武蔵再び病院内に潜入!! 鬼達の真の目的判明     | 福田哲平 | 西村了   | 4.2%   |
| 最終話                                                                      | 3月18日 | 大真相       | 遂に鬼の24時間占拠事件大完結へ… 悲しき真相 青鬼よ… 生き続けろ | 福田哲平 | 大谷太郎 | 7.9%   |
| 平均視聴率 7.1%（視聴率はビデオリサーチ調べ、関東地区・世帯・リアルタイム） |         |              |                                                               |          |          |        |

| 話数                                                                        | 放送日  | サブタイトル | ラテ欄                                                     | 演出     | 視聴率 |
| --------------------------------------------------------------------------- | ------- | ------------ | ---------------------------------------------------------- | -------- | ------ |
| 第1話                                                                       | 1月13日 | 新・占拠     | あの悪夢から1年… 再び占拠事件発生!! 犯人は凶悪な獣!?       | 大谷太郎 | 7.5%   |
| 第2話                                                                       | 1月20日 | 新・交渉     | 再び命を削る交渉戦! 獣の緻密で凶暴な計画… 人質の嘘を暴け   | 大谷太郎 | 7.5%   |
| 第3話                                                                       | 1月27日 | 新・脱走     | 巧妙な罠に武蔵の相棒絶体絶命… 人質の脱走VS壮絶に追う獣     | 茂山佳則 | 7.1%   |
| 第4話                                                                       | 2月03日 | 新・対決     | 因縁対決!! 青鬼が語る十二支の謎が… 警察の裏切り者 遂に発覚 | 茂山佳則 | 5.1%   |
| 第5話                                                                       | 2月10日 | 新・突入     | 突入作戦で警察最大の危機 容疑者は指揮官? 獣が遂に面を取る  | 大谷太郎 | 6.6%   |
| 第6話                                                                       | 2月17日 | 新・犯人     | 占拠真の目的は… 武蔵妻の命は… 全て繋がり出す 新たな獣登場  | 伊藤彰記 | 5.4%   |
| 第7話                                                                       | 2月24日 | 新・逃亡     | 武蔵決死で追う黒幕山猫… お前が山猫…? 微笑む青鬼何を知る    | 茂山佳則 | 4.8%   |
| 第8話                                                                       | 3月02日 | 新・爆弾     | 武蔵妻に爆弾… 絶体絶命!! 妻の罪とは? 最後の犬判明… 嘘だろ  | 大谷太郎 | 7.2%   |
| 第9話                                                                       | 3月09日 | 真・空港     | 犬が警察を占拠! 最終章へ 獣の過去と繋がる武蔵兄失踪の真実  | 伊藤彰記 | 6.6%   |
| 最終話                                                                      | 3月16日 | 新・真相     | 新・占拠発生!! 最後の闘い… 真の山猫は誰 嘘だろ… 衝撃ラスト | 大谷太郎 | 7.6%   |
| 平均視聴率 6.5%（視聴率はビデオリサーチ調べ、関東地区・世帯・リアルタイム） |         |              |                                                            |          |        |

| 話数                                                                     | 放送日  | サブタイトル                                                 | ラテ欄                                                                   | 演出     | 視聴率 |
| ------------------------------------------------------------------------ | ------- | ------------------------------------------------------------ | ------------------------------------------------------------------------ | -------- | ------ |
| 第1話                                                                    | 7月12日 | 【速報】テレビ日本で爆発音 武装集団侵入か                    | 全捜査員に告ぐ! お面被った集団が放送局を占拠! 救出作戦開始せよ 10分拡大! | 大谷太郎 | 6.5%   |
| 第2話                                                                    | 7月19日 | 【速報】捜査官 銃撃により緊急手術 武装集団の正体、判明か     | 妖が番組を作る!? 緊急手術 妖がお面外す! 青鬼大和の目的は?                | 大谷太郎 | 4.7%   |
| 第3話                                                                    | 7月26日 | 【速報】熱湯風呂で火傷死の危険性 テレビ日本内で人質脱走か    | 地獄熱湯風呂! 妖面を脱ぐ 武蔵がアレで命の危機 青鬼再び拉致               | 茂山佳則 | 5.0%   |
| 第4話                                                                    | 8月02日 | 【速報】金だらい落下で頭部陥没の危険 捜査官 毒物で意識混濁か | 唐傘正体判明! 秘められた悲しき理由… 武蔵に毒 青鬼捕まる!                 | 西村了   | 5.0%   |
| 第5話                                                                    | 8月09日 | 【速報】都知事 感電死事件発生 武装集団リーダーの素性、判明か | 今夜 リーダー般若・化け猫 河童面外す! まさかの正体見逃すな               | 大谷太郎 | 4.6%   |
| 第6話                                                                    | 8月16日 | 【速報】警察内に武装集団の一味 潜伏か 人質全員中毒死の危険性 | 武装軍団がテレビ局占拠! 理由は武蔵刑事の闇…般若の悲しみ                  | 茂山佳則 | 4.7%   |
| 平均視聴率 %（視聴率はビデオリサーチ調べ、関東地区・世帯・リアルタイム） |         |                                                              |                                                                          |          |        |

- 初回は21時 - 22時4分の10分拡大放送[205]。

## スピンオフドラマ（大病院占拠）
『大病院占拠前 the night before』（だいびょういんせんきょまえ ザ ナイト ビフォア）のタイトルで、動画配信サービス「Hulu」にて、3月11日の第9話放送終了後から配信された。全2話。

### キャスト（大病院占拠前）
大和耕一
演 - 菊池風磨

相模俊介
演 - 白洲迅

安房沙織（あわ さおり）、羽前しずく（うぜん しずく）、磐城祐光（いわき ゆうこう）
演 - 長尾純子、佐久間麻由、松川尚瑠輝
但馬設計事務所の職員。

根室智史（ねむろ ともふみ）
演 - 宮下貴浩
但馬設計事務所の警備員。

上総多江（かずさ たえ）
演 - 菊原結里
但馬設計事務所の職員。

### スタッフ（大病院占拠前）
- 脚本 - 蓼内健太[207]
- 音楽 - ゲイリー芦屋[207]
- 監督 - 苗代祐史[207]
- チーフプロデューサー - 田中宏史[207]
- プロデューサー - 尾上貴洋[207]、茂山佳則[207]
- 制作 - AX-ON[207]
- 制作著作 - 日本テレビ[207]

### 配信日程（大病院占拠前）
| 各話 | 配信日  |
| ---- | ------- |
| 前編 | 3月11日 |
| 後編 | 3月18日 |

## スピンオフドラマ（新空港占拠）
『新空港占拠前 Run,Mouse,Run!』（しんくうこうせんきょまえ ラン マウス ラン）のタイトルで、動画配信サービス「Hulu」にて、3月9日の第9話放送終了後から配信。全2話。

### キャスト（新空港占拠前）
新見大河
演 - ジェシー
獣メンバー・鼠。

和久田花穂
演 - 朝倉あき
柏木中央病院・医師。

鷲尾徹
演 - 岡本篤
柏木中央病院・医師。

渡会茜
演 - 木越明
柏木中央病院・看護師。

若狭昇
演 - 稲葉友
柏木中央病院・外科医。界星堂病院占拠事件では人質となっていた。

貫井マチカ
演 - 森川由樹
半年前に起こったある通り魔事件の最初の被害者。

芝原光子
演 - 藤井武美
通り魔事件のもう一人の被害者。

白鳥正志
演 - 三浦健人
通り魔事件の犯人。

新見百花
演 - 楠木杏
大河の姉。

アナウンサー
声 - 山本里咲（日本テレビアナウンサー）

### スタッフ（新空港占拠前）
- 脚本 - 蓼内健太[209]
- 演出 - 増田咲紀[209]
- 音楽 - ゲイリー芦屋
- チーフプロデューサー - 田中宏史
- プロデューサー - 尾上貴洋、茂山佳則、毛塚俊太、岩崎秀紀
- 制作協力 - AX-ON
- 制作著作 - 日本テレビ

### 配信日程（新空港占拠前）
| 各話 | 配信日  |
| ---- | ------- |
| 前編 | 3月09日 |
| 後編 | 3月16日 |

## 関連番組
- ボイス 110緊急指令室 - 2019年7月期、2021年同月期に2シリーズが同枠で放送されたドラマ。本作と制作陣の大部分が共通している。
- レッドアイズ 監視捜査班 - 2021年1月期に同枠で放送されたドラマ。本作のメインライターである福田哲平も参加しており、本作と同じく、警察内の架空組織「KSBC」が登場する。ただし、同作に登場するそれは「神奈川県警捜査分析センター」であるため別組織。
- 潜入兄妹 特殊詐欺特命捜査官 - 2024年10月期の土ドラ10で放送された、上記各作品スタッフが手掛けるオリジナルドラマ[214]。本シリーズと同じ世界線であり、志摩蓮司ら登場人物がゲストなどで登場し、また呉城久美ら出演者が違う役で登場する。
- 全国ご当地ニュースバラエティー SHOWチャンネル - 本作の前時間帯に放送され、主演の櫻井がMCを務めていたバラエティ番組。本作の初回にコラボレーションが実施され、『SHOWチャンネル×大病院占拠 合体SP』として[192]、ステブレなしで直結して放送。ゲストとして、白洲、ソニン、平山、主題歌を担当[注 17]するSnow Manの深澤辰哉と阿部亮平が出演した[192][189]。『放送局占拠』では、2024年3月まで同番組が放送されていた時間帯に放送されている。